# Record du monde du marathon
Pour un article plus général, voir Records du monde d'athlétisme.
Les records du monde du marathon sont actuellement détenus par le Kényan Kelvin Kiptum avec le temps de 2 h 0 min 35 s, établi le 8 octobre 2023 lors du marathon de Chicago, aux États-Unis, et par la Kényane Ruth Chepngetich, créditée de 2 h 9 min 56 s le 13 octobre 2024 lors de l'édition suivante du marathon de Chicago. World Athletics attribue également un record du monde féminin à la Kényane Peres Jepchirchir en 2 h 16 min 16 s, performance établie le 21 avril 2024 à Londres dans une course exclusivement féminine.
Les records du monde du marathon masculins et féminins ne sont homologués par World Athletics que depuis le 1er janvier 2003. Les records antérieurs sont considérés comme de meilleures performances.

## Hommes
Le Japonais Yasuo Ikenaka est officiellement le premier athlète à parcourir les 42,195 km en moins de 2 h 30 min (2 h 26 min 44 s en 1935), le Britannique Jim Peters en moins de 2 h 20 min (2 h 18 min 40 s en 1953), l'Américain Leonard Edelen en moins de 2 h 15 min (2 h 14 min 28 s en 1963), l'Australien Derek Clayton en moins de 2 h 10 min (2 h 9 min 36 s en 1967) et le Kényan Paul Tergat en moins de 2 h 5 min (2 h 4 min 55 s en 2003).

### Meilleures performances mondiales

#### Premiers temps officiels

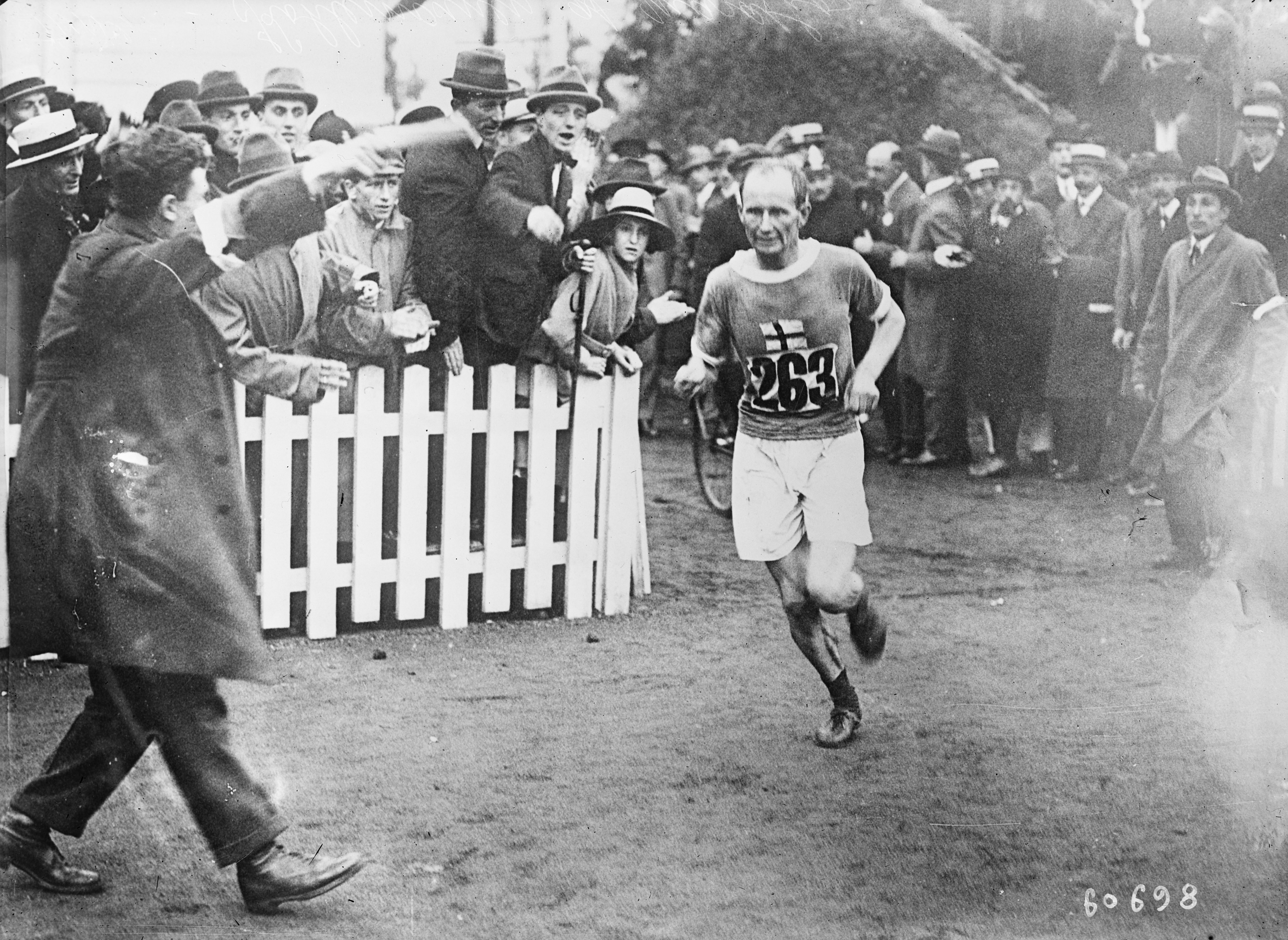
Hannes Kolehmainen, vainqueur des Jeux olympiques de 1920 en.

Le marathon est parcouru pour la première fois sur la distance de 42,195 km (26 milles 385 yards) à l'occasion des Jeux olympiques de 1908, à Londres. L'Américain John Hayes, vainqueur de l'épreuve en 2 h 55 min 18,4 s, est par conséquent le premier détenteur de la meilleure performance mondiale sur marathon.
Durant l'année 1909, ce chronomètre est amélioré à cinq reprises : par l'Américain Robert Fowler le 1er janvier 1909 à Yonkers en 2 h 52 min 45,4 s, par son compatriote James Clark le 12 février 1909 à New York en 2 h 46 min 52,6 s, par son compatriote Albert Raines le 8 mai 1909 à New York en 2 h 46 min 4,6 s, par le Britannique Henry Barrett le même jour le 8 mai 1909 lors du Polytechnic Marathon de Londres en 2 h 42 min 31 s, et enfin par le Suédois Thure Johansson le 31 août 1909 à Stockholm en 2 h 40 min 34,2 s.
Le 12 mai 1913, le Britannique Harry Green parcourt la distance en 2 h 38 min 16,2 s à Londres, performance améliorée le 31 mai 1913 par le Suédois Alexis Ahlgren qui réalise 2 h 36 min 6,6 s lors du Polytechnic Marathon à Londres.
À l'occasion de sa victoire au marathon des Jeux olympiques de 1920, le 22 août 1920 à Anvers, le Finlandais Hannes Kolehmainen établit la nouvelle meilleure performance mondiale de tous les temps sur marathon en 2 h 32 min 35,8 s.
Le 5 juillet 1927, à Londres lors des Championnats AAA, le Britannique Harry Payne parcourt 42,195 m en 2 h 30 min 57,6 s.
Le 3 avril 1935 à Tokyo, le Japonais Yasuo Ikenaka devient le premier athlète à descendre sous les 2 h 30 min en améliorant de plus de quatre minutes la précédente meilleure marque mondiale en 2 h 26 min 44 s. Le record est battu une seconde fois en 1935 par le Coréen Son Ki-Jeong, le 3 novembre 1935 à Tokyo, de deux secondes en 2 h 26 min 42 s.
Le 19 avril 1947 à Boston, l'autre Coréen Suh Yun-bok abaisse de plus d'une minute la performance de Son Ki-Jeong en 2 h 25 min 39 s

#### Sous les 2 h 20 min

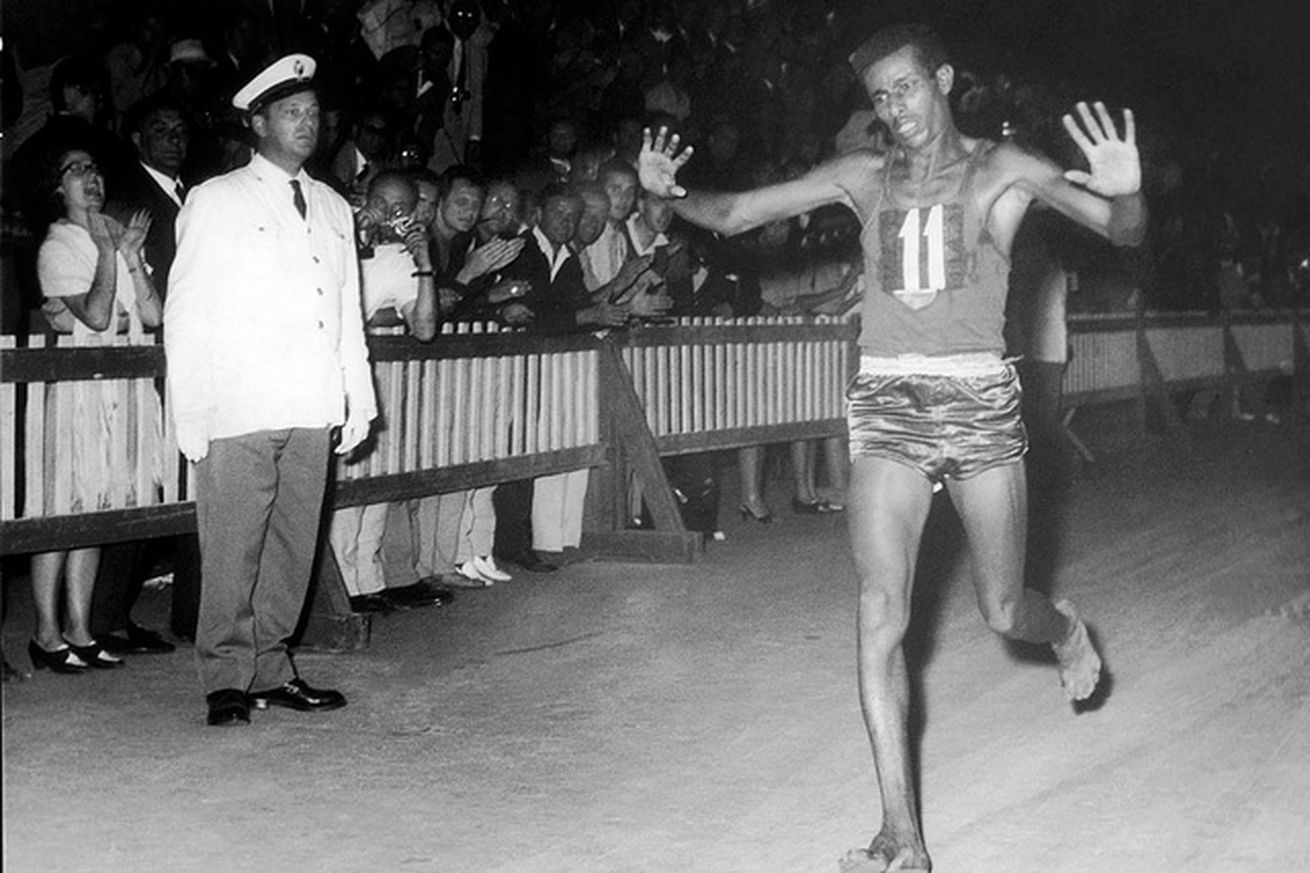
Abebe Bikila finissant le marathon olympique en 1960, en.

Le Britannique Jim Peters améliore quatre fois consécutivement la meilleure performance sur marathon de 1952 à 1954. Le 14 juin 1952, lors du Polytechnic Marathon à Londres, il réalise le temps de 2 h 20 min 43 s et retranche près de cinq minutes au record de Suh Yun-bok établi en 1947. Un an plus tard, le 13 juin 1953 au cours de ce même Polytechnic Marathon, il devient officiellement le premier athlète à descendre sous la barrière des 2 h 20 min en parcourant la distance en 2 h 18 min 40 s. Lors de cette même année 1953, le 4 octobre, il établit une nouvelle meilleure performance absolue en courant dans le temps de 2 h 18 min 34 s à Turku en Finlande. Enfin, il établit une quatrième meilleure performance le 26 juin 1954 au Polytechnic Marathon en améliorant de près d'une minute son propre record en 2 h 17 min 39 s.
Le 24 août 1958, lors du marathon des championnats d'Europe à Stockholm, le Soviétique Sergey Popov remporte la médaille d'or dans le temps de 2 h 15 min 17 s et améliore de plus de deux minutes la meilleure performance mondiale de Jim Peters.
Deux ans plus tard, le 10 septembre 1960, l'Éthiopien Abebe Bikila remporte pieds nus le marathon des Jeux olympiques de Rome en 2 h 15 min 16,2 s, battant de moins d'une seconde la meilleure performance de Sergey Popov.
Le 17 février 1963 lors du Beppu-Ōita Marathon, le Japonais Tōru Terasawa abaisse de moins d'une seconde le record d'Abebe Bikila en couvrant les 42,195 km en 2 h 15 min 15,8 s. Quatre mois plus tard, le 15 juin 1963 à Londres au cours du Polytechnic Marathon, l'Américain Leonard Edelen devient officiellement le premier athlète à franchir la barrière des 2 h 15 min en réalisant la performance de 2 h 14 min 28 s.
Le Britannique Basil Heatley devient le nouveau détenteur de la meilleure performance sur marathon le 13 juin 1964, toujours lors du Polytechnic Marathon à Londres, en établissant le temps de 2 h 13 min 55 s. Aux Jeux olympiques de Tokyo, le 21 octobre 1964, Abebe Bikila décroche son deuxième titre consécutif et améliore de 16 secondes la performance d'Heatley, qui se classe par ailleurs deuxième de l'épreuve.
Le 12 juin 1965, le Japonais Morio Shigematsu devient le nouveau meilleur performeur mondial de tous les temps sur marathon en couvrant la distance en 2 h 12 min 0 s, toujours lors du Polytechnic Marathon de Londres.

#### Sous les 2 h 10 min

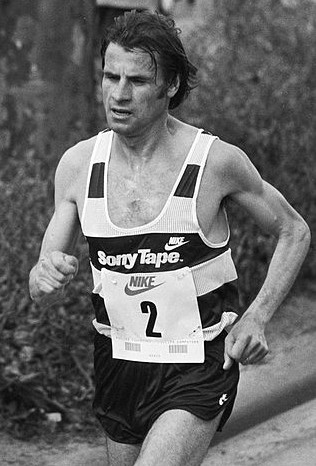
Carlos Lopes, auteur de en 1985.

L'Australien Derek Clayton bat la meilleure performance mondiale sur marathon le 3 décembre 1967 au cours du Marathon de Fukuoka en abaissant de 2 min 24 s le temps de Morio Shigematsu en 2 h 9 min 36,4 s, devenant officiellement le premier athlète à couvrir la distance en moins 2 h 10 min. Cette performance restera inégalée pendant 12 ans.
Le 25 octobre 1981, l'Américain Alberto Salazar remporte le Marathon de New York en 2 h 8 min 13 s, temps constituant la meilleure performance sur marathon, mais record invalidé en 1985 après avoir constaté qu'il manquait 148 m à la distance. L'Australien Robert de Castella est le successeur de son compatriote Derek Clayton en parcourant les 42,195 km en 2 h 8 min 18 s le 6 décembre 1981 lors du Marathon de Fukuoka.
Le Britannique Steve Jones établit une nouvelle meilleure performance sur marathon le 21 octobre 1984 au cours du Marathon de Chicago en 2 h 8 min 5 s, retranchant 13 secondes au record de Robert de Castella.
Champion olympique du marathon en 1984 à Los Angeles, le Portugais Carlos Lopes réalise la meilleure marque planétaire sur cette distance le 20 avril 1985 lors de sa victoire au Marathon de Rotterdam en étant le premier à franchir la barrière des 2 h 8 min en 2 h 7 min 12 s, retranchant près d'une minute au record de Steve Jones. Ce dernier est proche de reprendre la meilleure performance en approchant d'une seconde, en 2 h 7 min 13 s, le temps du Portugais, le 20 octobre de la même année, à Chicago.
Le 17 avril 1988, l'Éthiopien Belayneh Dinsamo établit la nouvelle meilleure performance mondiale de tous les temps sur marathon en parcourant la distance en 2 h 6 min 50 s au cours du Marathon de Rotterdam, abaissant de 22 secondes le temps de Carlos Lopes et devenant le premier athlète sous les 2 h 7 min. Le Djiboutien Hussein Ahmed Salah, deuxième de l'épreuve derrière Dinsamo, termine également sous le temps de Lopes en 2 h 7 min 7 s.
Au cours du Marathon de Chicago 1997, le 19 octobre 1997, le Marocain Khalid Khannouchi s'approche de vingt secondes de la meilleure performance de Belayneh Dinsamo en s'imposant dans le temps de 2 h 7 min 10 s pour ce qui constituait sa première expérience sur la distance.
L'année suivante, le 20 septembre 1998, le Brésilien Ronaldo da Costa remporte le marathon de Berlin dans le temps de 2 h 6 min 5 s et améliore de 45 secondes la performance de Belayneh Dinsamo. Il est le premier à couvrir un marathon avec une moyenne supérieure à 20 km/h (20,08 km/h).
Le 24 octobre 1999, Khalid Khannouchi remporte de nouveau le Marathon de Chicago et devient à cette occasion le premier marathonien sous les 2 h 6 min en s'imposant dans le temps de 2 h 5 min 42 s, soit une amélioration de 23 secondes du record de Ronaldo da Costa,.

### Records du monde

#### Sous les 2 h 5 min

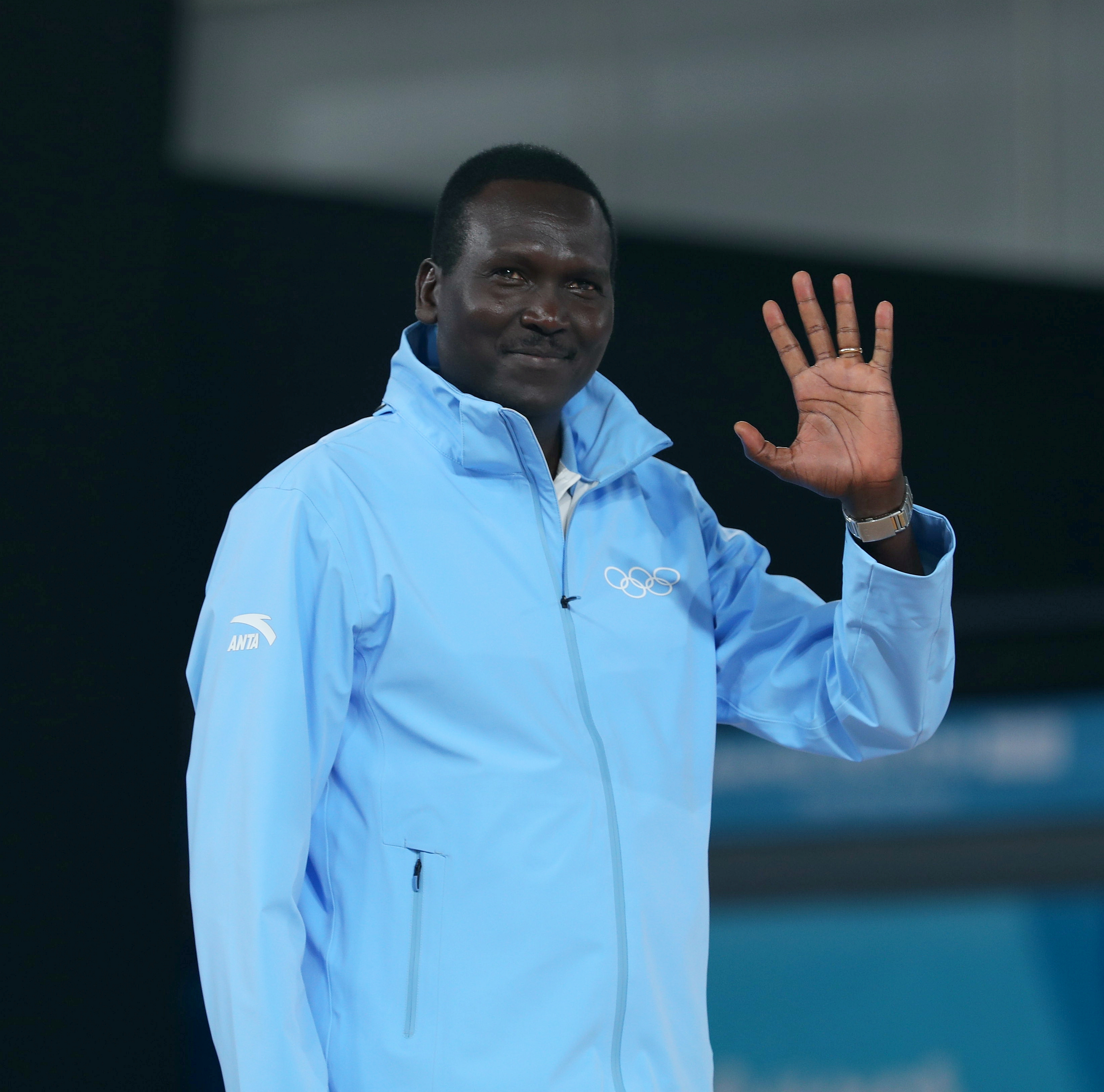
Paul Tergat est le premier athlète à parcourir un marathon en moins de 2 h 5 min.

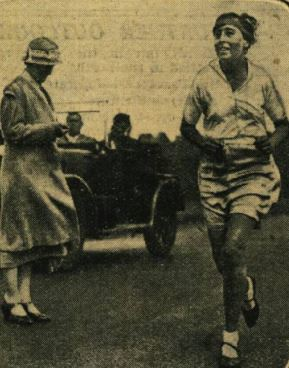
Violet Piercy, détentrice de la première meilleure performance mondiale sur marathon.

Désormais citoyen américain, Khalid Khannouchi participe le 14 avril 2002 au Marathon de Londres et affronte notamment le Kényan Paul Tergat, multiple champion du monde de cross-country, et l'Éthiopien Haile Gebrselassie, double champion olympique et quadruple champion du monde du 10 000 m et qui dispute le premier marathon de sa carrière. Après un passage rapide à la mi-course en 1 h 3 min 7 s, les trois athlètes se retrouvent seuls en tête au 33e kilomètre. À 5 km de l'arrivée, Gebrselassie tente d'accélerer mais lâche prise pour cause de crampes. Khannouchi accelère à son tour, décrochant Paul Tergat et s'imposant en 2 h 5 min 38 s, temps plus rapide de quatre secondes que son record établi à Chicago en 1999. Cette performance constitue officiellement le premier record du monde du marathon homologué par l'Association internationale des fédérations d'athlétisme.
Le 28 septembre 2003, Paul Tergat, détenteur depuis 1998 du record du monde du semi-marathon, devient le premier athlète à descendre sous la barrière des 2 h 5 min en remportant le marathon de Berlin en 2 h 4 min 55 s, améliorant de 43 secondes la marque de Khalid Khannouchi. Pointé à 1 h 3 min 1 s à la mi-course, il est attaqué par son compatriote et partenaire d'entrainement Sammy Korir au 35e kilomètre, mais il parvient à combler son retard et creuse même un écart d'une trentaine de mètres sur son adversaire. Peu avant la ligne d'arrivée, il perd quelques secondes en voulant emprunter la voie des voitures de courses, laissant son adversaire revenir sur lui. Tergat l'emporte finalement d'une seconde devant Sammy Korir qui réalise également un temps inférieur à l'ancien record du monde de Khannouchi (2 h 4 min 56 s).
Haile Gebrselassie, qui a notamment détenu les records du monde du 5 000 m, du 10 000 m et du semi-marathon, améliore de 19 secondes le record du monde de Paul Tergat au cours du marathon de Berlin, le 30 septembre 2007, en parcourant la distance en 2 h 4 min 26 s. En avance de 20 à 30 secondes sur tous les temps de passage du record de Tergat, il boucle le semi-marathon en 1 h 2 min 29 s et conclut seul le marathon après l'abandon en fin de course de son compatriote Rodgers Rop, son plus sérieux rival.

#### Sous les 2 h 4 min

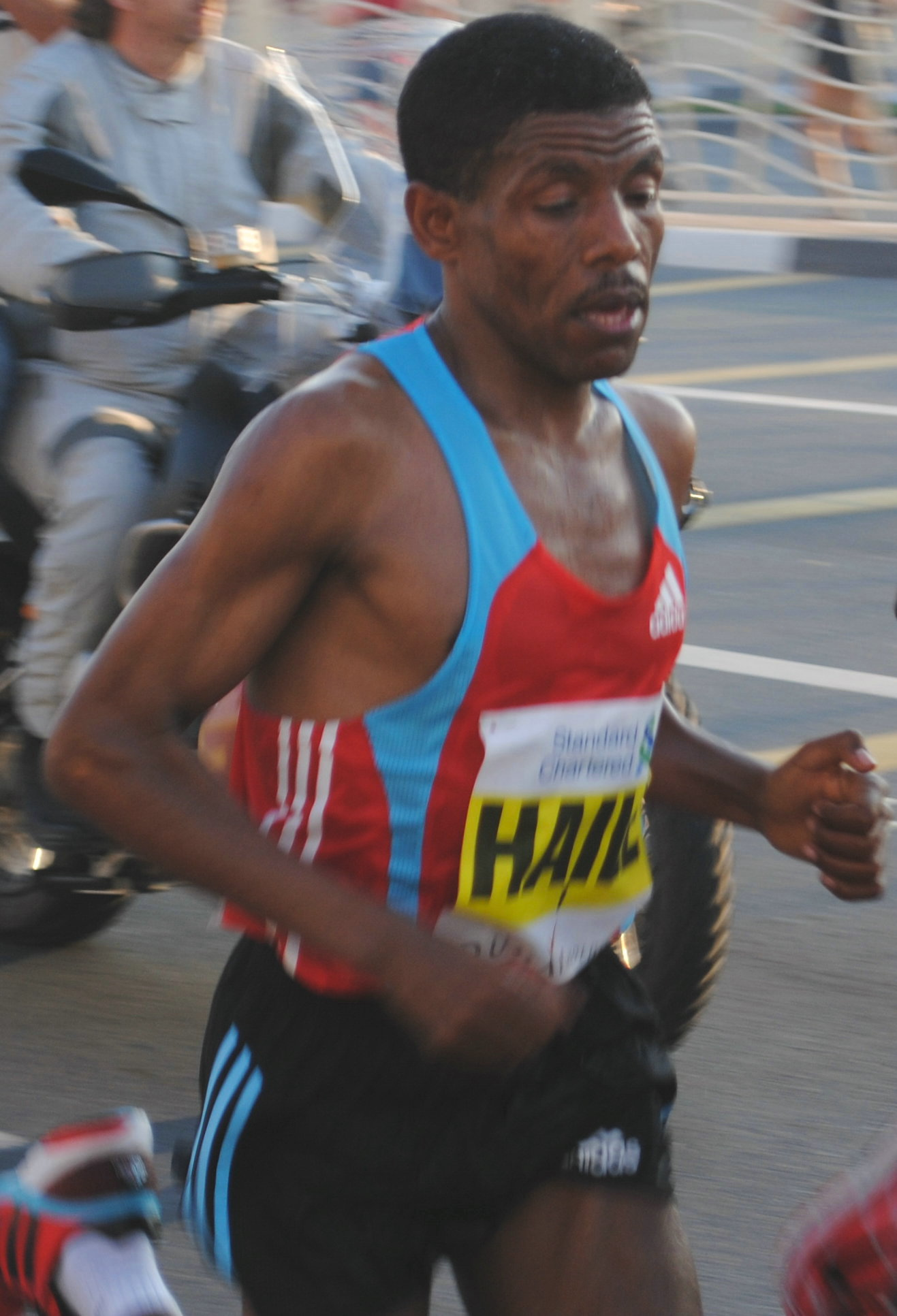
Haile Gebrselassie, premier sous les 2 h 4 min.

Un an plus tard, le 28 septembre 2008, toujours à Berlin, Haile Gebrselassie réalise le temps de 2 h 3 min 59 s et améliore de 27 secondes son propre record du monde, devenant officiellement le premier athlète à briser la barrière 2 h 4 min. Du début à la fin de la course, Gebrselassie est dans les temps du record du monde au fil des points intermédiaires, possédant 25 secondes d’avance sur son propre record au passage au semi-marathon.
Lors du Marathon de Rotterdam 2009, le 5 avril, le Kényan Duncan Kibet s'impose en 2 h 4 min 27 s, dans le même temps que son compatriote James Kwambai, les deux athlètes établissant la troisième performance de tous les temps sur marathon derrière Haile Gebreselassie.
Le 18 avril 2011, le Kényan Geoffrey Mutai établit le temps de 2 h 3 min 2 s à l'occasion de sa victoire au Marathon de Boston mais cette performance, synonyme de nouveau record du monde, n'est pas homologuée par l'IAAF car le marathon se court sur une longue partie descendante — 3,22 m/km, largement au-dessus de la baisse d'altitude maximum autorisée d'1 m/km — et que les participants ont bénéficié d’un fort vent arrière.
Le 25 septembre 2011, au cours du marathon de Berlin 2011, le Kényan Patrick Makau retranche 21 secondes au record mondial de Gebreselassie en établissant le temps de 2 h 3 min 38 s après avoir placé une forte accélération au 27e kilomètre, laissant notamment sur place Gebreselassie, contraint ensuite à l'abandon. Un mois plus tard, le 30 octobre 2011 lors du Marathon de Francfort, le Kényan Wilson Kipsang échoue à quatre secondes de la performance de Makau en établissant le temps de 2 h 3 min 42 s.
Le 29 septembre 2013, lors du Marathon de Berlin, Wilson Kipsang améliore de 15 secondes le record de Patrick Makau en s'imposant dans le temps de 2 h 3 min 23 s. À la lutte avec ses compatriotes Eliud Kipchoge et Geoffrey Kipsang Kamworor, Wilson Kipsang se défait de ses deux adversaires vers le 35e kilomètre et réalise le 6e record du monde en 15 ans dans la cité allemande.

#### Sous les 2 h 3 min

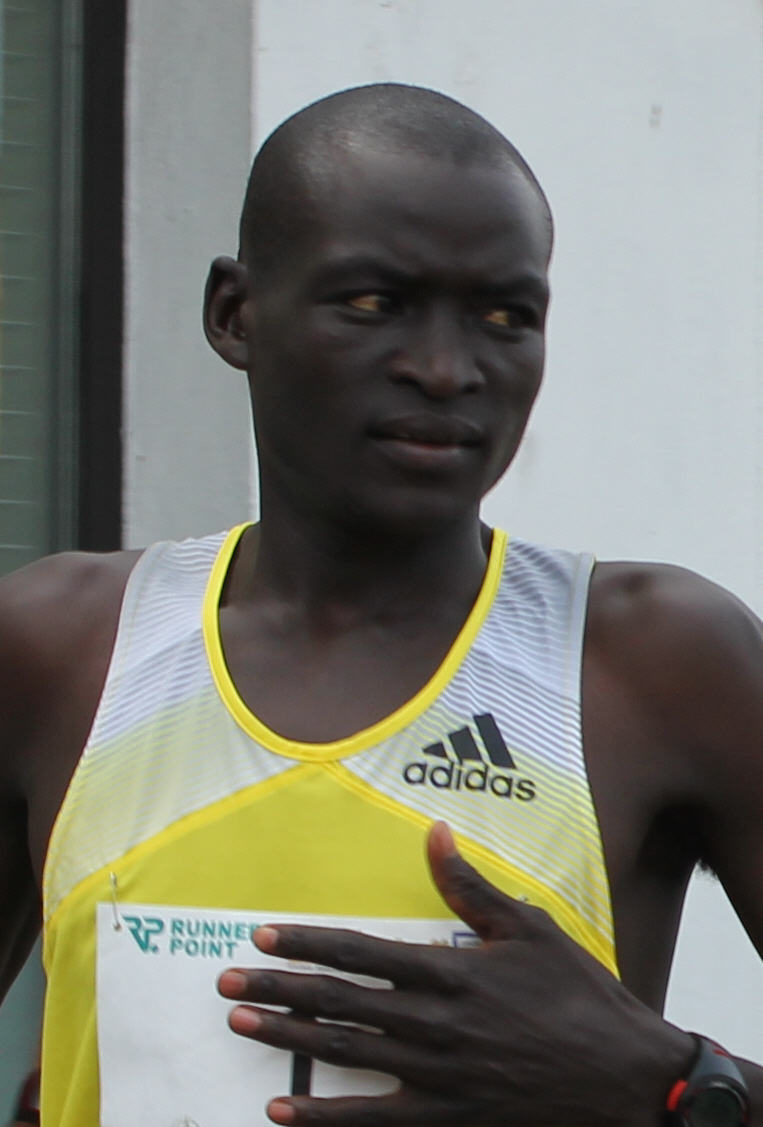
Dennis Kimetto, premier sous les 2 h 3 min.

Le 28 septembre 2014, le Kényan Dennis Kimetto remporte ce même marathon de Berlin en 2 h 2 min 57 s, améliorant de 26 secondes le record du monde de Wilson Kipsang et devenant le premier athlète à descendre sous les 2 h 3 min. Kimetto court la première partie de la course en 1 h 1 min 45 s et accélère légèrement son rythme dans le deuxième semi-marathon qu'il effectue en 1 h 1 min 12 s. Son compatriote Emmanuel Mutai, deuxième de l'épreuve après avoir été lâché par Kimetto en fin de course, termine également sous l’ancien record du monde de Kipsang en 2 h 3 min 13 s.
Plusieurs athlètes se rapprochent du record du monde de Dennis Kimetto lors de la saison 2016. Le 24 avril 2016, au Marathon de Londres, Eliud Kipchoge réalise 2 h 3 min 5 s. Le 25 septembre 2016, au Marathon de Berlin, l'Éthiopien Kenenisa Bekele (1er) et l'ancien détenteur Wilson Kipsang (2e) établissent respectivement les temps de 2 h 3 min 3 s et 2 h 3 min 13 s.
Le 6 mai 2017, sur le circuit automobile de Monza, en Italie, Eliud Kipchoge, champion olympique en 2016, participe au marathon Breaking2, projet de la firme Nike visant à franchir la barrière des deux heures sur marathon. Il échoue dans sa tentative mais réalise cependant le temps de 2 h 0 min 24 s, synonyme de nouveau record du monde. Mais cette performance n'est pas homologuée par la Fédération internationale d’athlétisme en tant que nouveau record du monde car la tentative ne se déroule pas dans le cadre d’une compétition officielle, qu'elle s’inscrit dans une tentative de record, et qu'elle se déroule sur un circuit fermé. De plus, le Kényan a pu bénéficier d’une vingtaine de lièvres ayant pu se relayer (au lieu de démarrer la course en même temps que Kipchoge) et a été précédé d’un véhicule dont il a pu profiter de l’aspiration.

#### Sous les 2 h 2 min

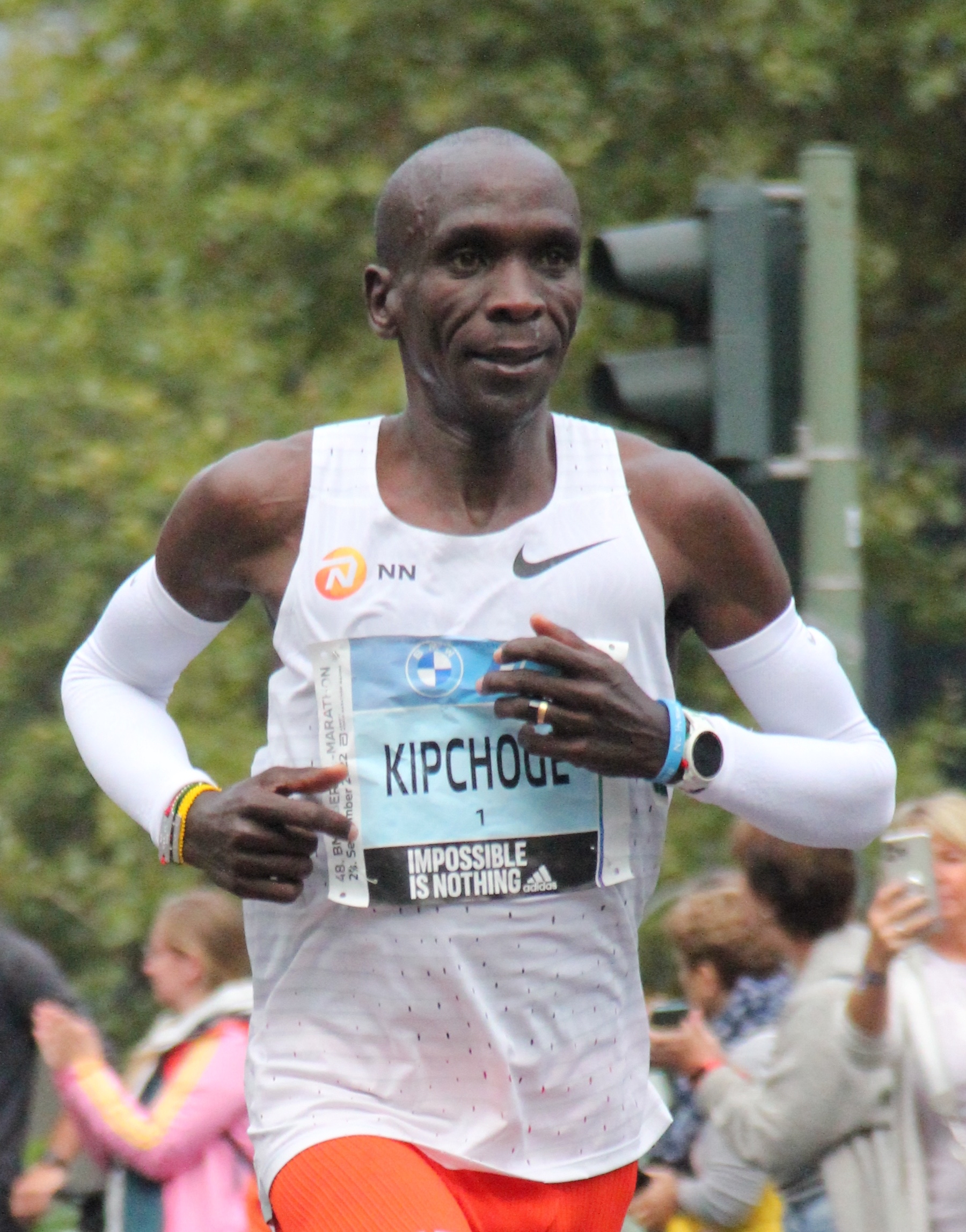
Eliud Kipchoge lors de son record du monde établi en 2022 à Berlin. En 2018, il est le premier athlète à descendre sous les 2 h 2 min sur marathon. En 2019, à l'occasion de l'Ineos 1:59 Challenge, il devient le premier homme à franchir la barrière des deux heures, mais cette performance n'est pas homologuée.

Le 16 septembre 2018, lors du marathon de Berlin, Eliud Kipchoge améliore le record du monde de Dennis Kimetto de 1 min 18 s, la plus grande marge depuis 1967, en parcourant la distance en 2 h 1 min 39 s, devenant le premier athlète à descendre sous les 2 h 2 min. Parti sur des bases élevées, il passe à la mi-course en 1 h 1 min 6 s et se retrouve seul en tête à partir du 25e kilomètre après le retrait de ses lièvres. Il poursuit son accélération pour terminer en « negative split », c'est-à-dire un deuxième semi-marathon (1 h 0 min 33 s) plus rapide que le premier.
Le 29 septembre 2019, Kenenisa Bekele remporte le marathon de Berlin en 2 h 1 min 41 s, échouant à seulement deux secondes du record du monde d'Eliud Kipchoge et devenant le deuxième athlète de l'histoire à courir sous les 2 h 2 min sur un marathon. Son compatriote Birhanu Legese, deuxième de l'épreuve en 2 h 2 min 48 s, devient le troisième meilleur performeur de tous les temps sur marathon.
Le 12 octobre 2019 à Vienne, en Autriche, à l'occasion du Ineos 1:59 Challenge, événement spécialement crée par la firme Ineos pour Eliud Kipchoge afin de tenter de courir la distance du marathon en moins de deux heures, le Kényan devient le premier homme à réussir cet exploit en parcourant la distance en 1 h 59 min 40 s,, mais cette performance, comme celle du Breaking2 de Monza en 2017, n'est pas homologuée par World Athletics car elle n'a pas été réalisée dans des conditions officielles.
Le 25 septembre 2022, Eliud Kipchoge, champion olympique en 2021, améliore son propre record établi quatre ans plus tôt au même marathon de Berlin et le porte à 2 h 1 min 9 s. Disposant de trois lièvres qui impriment un tempo rapide dès le début de la course, Kipchoge compte près d'une minute d'avance sur son propre record du monde au 13e kilomètre, et boucle le semi-marathon en moins d'une heure (59 min 51 s). Après le retrait du dernier lièvre vers le 25e kilomètre, il termine la course seul en tête, effectuant sa deuxième partie de parcours en 1 h 1 min 18 s. Il s'agit du 8e record du monde consécutif établi à Berlin.
Le 4 décembre 2022, alors qu'il dispute le premier marathon de sa carrière, le Kényan Kelvin Kiptum devient le troisième athlète après Eliud Kipchoge et Kenenisa Bekele à franchir la barrière des 2 h 2 min sur marathon, s'imposant en 2 h 1 min 53 s lors du Marathon de Valence. Seul en tête à partir du 35e kilomètre, il boucle le premier semi-marathon en 1 h 1 min 42 s et le second en 1 h 0 min 11 s.

#### Sous les 2 h 1 min

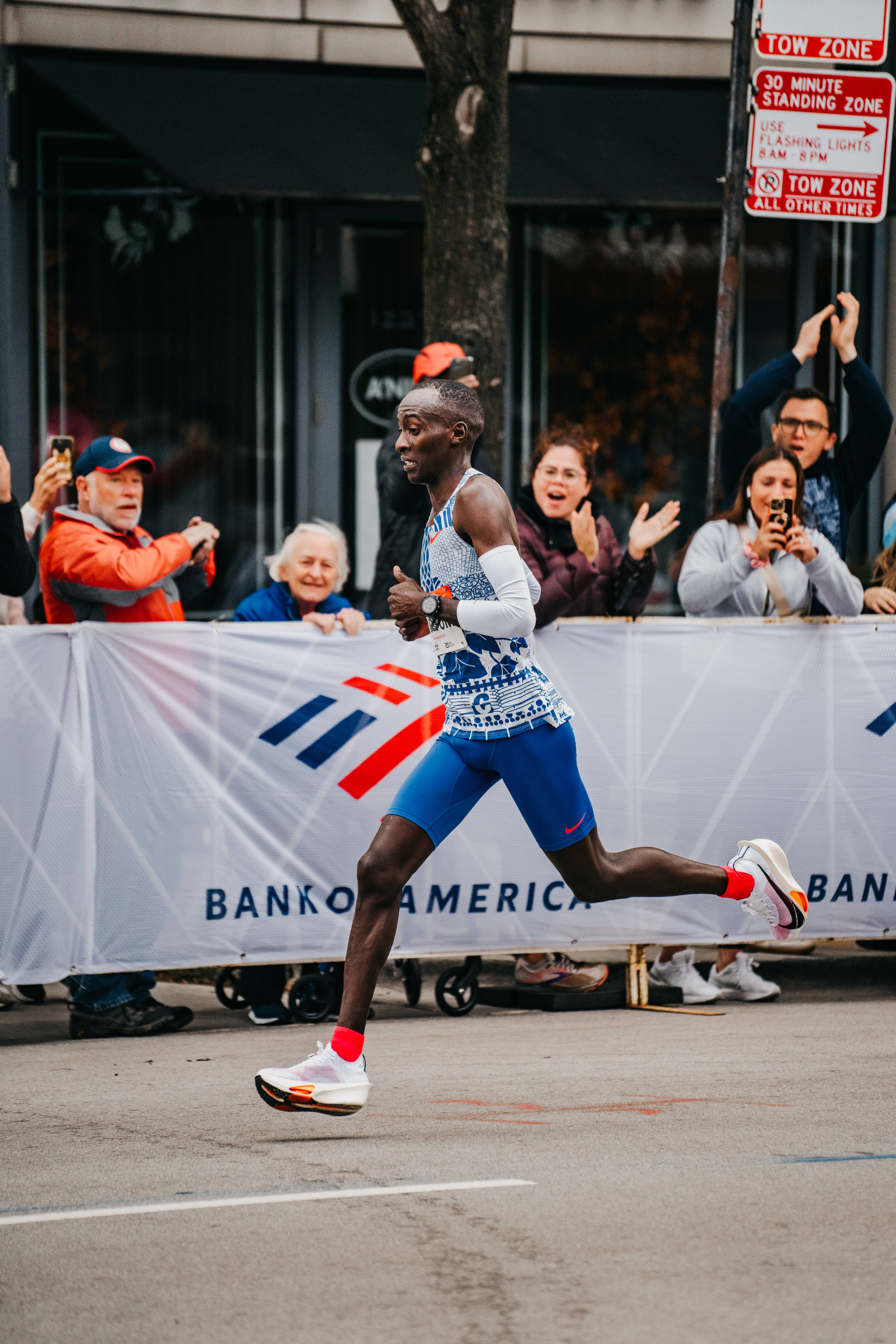
Kelvin Kiptum lors de son record du monde du marathon à Chicago le 8 octobre 2023.

Le 23 avril 2023, Kelvin Kiptum remporte le Marathon de Londres en établissant la deuxième meilleure performance de tous les temps sur marathon en 2 h 1 min 25 s, échouant à 16 secondes seulement du record du monde d'Eliud Kipchoge. Kiptum, qui franchit la mi-course en 1 h 1 min 40 s, réalise une deuxième partie de parcours en « Negative Split » en 59 min 45 s, portion effectuée plus rapidement que Kipchoge lors de son record du monde de 2022.
Le 8 octobre 2023 au cours du marathon de Chicago, Kelvin Kiptum devient le premier athlète à franchir la barrière des 2 h 1 min sur marathon en s'imposant dans le temps de 2 h 0 min 35 s, soit une amélioration de 34 secondes du record du monde d'Eliud Kipchoge établi un an plus tôt à Berlin. Il atteint le 15e kilomètre en 43 min 9 s, la mi-course en 1 h 0 min 48 s, le 25e kilomètre en 1 h 12 min 4 s, le 30e kilomètre en 1 h 26 min 31 s et le 35e kilomètre en 1 h 40 min 22 s, réalisant une deuxième partie de course en 59 min 47 s.

### Progression
|  | Actuel record du monde |  | Performance homologuée mais annulée rétroactivement |

| Temps                                         | Écart        | Athlète            | Nationalité           | Lieu      | Compétition           | Date              | Vit. moyenne |
| --------------------------------------------- | ------------ | ------------------ | --------------------- | --------- | --------------------- | ----------------- | ------------ |
| Meilleures performances mondiales             |              |                    |                       |           |                       |                   |              |
| 2 h 55 min 18 s 4                             |              | Johnny Hayes       | États-Unis            | Londres   | Jeux olympiques       | 24 juillet 1908   | 14,44 km/h   |
| 2 h 52 min 45 s 4                             | - 2 min 33 s | Robert Fowler      | États-Unis            | Yonkers   |                       | 1er janvier 1909  | 14,65 km/h   |
| 2 h 46 min 52 s 6                             | - 5 min 53 s | James Clark        | États-Unis            | New York  |                       | 12 février 1909   | 15,17 km/h   |
| 2 h 46 min 4 s 6                              | - 38 s       | Albert Raines      | États-Unis            | New York  |                       | 8 mai 1909        | 15,25 km/h   |
| 2 h 42 min 31 s 0                             | - 3 min 33   | Henry Barrett      | Royaume-Uni           | Londres   |                       | 8 mai 1909        | 15,5 km/h    |
| 2 h 40 min 34 s 2                             | - 1 min 57 s | Thure Johansson    | Suède                 | Stockholm |                       | 31 août 1909      | 15,77 km/h   |
| 2 h 38 min 16 s 2                             | - 2 min 18 s | Harry Green        | Royaume-Uni           | Londres   |                       | 12 mai 1913       | 15,99 km/h   |
| 2 h 36 min 6 s 6                              | - 2 min 10 s | Alexis Ahlgren     | Suède                 | Londres   | Polytechnic Marathon  | 31 mai 1913       | 16,21 km/h   |
| 2 h 32 min 35 s 8                             | - 3 min 31 s | Hannes Kolehmainen | Finlande              | Anvers    | Jeux olympiques       | 22 août 1920      | 16,59 km/h   |
| 2 h 30 min 57 s 6                             | - 1 min 38 s | Harry Payne        | Royaume-Uni           | Londres   | Championnats AAA      | 5 juillet 1927    | 16,77 km/h   |
| 2 h 26 min 44 s                               | - 4 min 13 s | Yasuo Ikenaka      | Empire du Japon       | Tokyo     |                       | 3 avril 1935      | 17,25 km/h   |
| 2 h 26 min 42 s                               | - 2 s        | Son Ki-Jeong       | Empire du Japon Corée | Tokyo     | Marathon de Tokyo     | 3 novembre 1935   | 17,25 km/h   |
| 2 h 25 min 39 s                               | - 1 min 3 s  | Suh Yun-bok        | Corée du Sud          | Boston    | Marathon de Boston    | 19 avril 1947     | 17,38 km/h   |
| 2 h 20 min 43 s                               | - 4 min 56 s | Jim Peters         | Royaume-Uni           | Londres   | Polytechnic Marathon  | 14 juin 1952      | 17,99 km/h   |
| 2 h 18 min 40 s 4                             | - 2 min 03 s | Jim Peters         | Royaume-Uni           | Londres   | Polytechnic Marathon  | 13 juin 1953      | 18,25 km/h   |
| 2 h 18 min 34 s 8                             | - 6 s        | Jim Peters         | Royaume-Uni           | Turku     |                       | 4 octobre 1953    | 18,26 km/h   |
| 2 h 17 min 39 s 4                             | - 55 s       | Jim Peters         | Royaume-Uni           | Londres   | Polytechnic Marathon  | 26 juin 1954      | 18,39 km/h   |
| 2 h 15 min 17 s 0                             | - 22 s       | Sergey Popov       | Union soviétique      | Stockholm | Championnats d'Europe | 24 août 1958      | 18,71 km/h   |
| 2 h 15 min 16 s 2                             | - 1 s        | Abebe Bikila       | Éthiopie              | Rome      | Jeux olympiques       | 10 septembre 1960 | 18,71 km/h   |
| 2 h 15 min 15 s 8                             | - 1 s        | Tōru Terasawa      | Japon                 | Beppu     | Beppu-Ōita Marathon   | 17 février 1963   | 18,71 km/h   |
| 2 h 14 min 28 s                               | - 47 s       | Leonard Edelen     | États-Unis            | Londres   | Polytechnic Marathon  | 15 juin 1963      | 18,82 km/h   |
| 2 h 13 min 55 s                               | - 33 s       | Basil Heatley      | Royaume-Uni           | Londres   | Polytechnic Marathon  | 13 juin 1964      | 18,90 km/h   |
| 2 h 12 min 11 s 2                             | - 1 min 44 s | Abebe Bikila       | Éthiopie              | Tokyo     | Jeux olympiques       | 21 octobre 1964   | 19,15 km/h   |
| 2 h 12 min 0 s                                | - 11 s       | Morio Shigematsu   | Japon                 | Londres   | Polytechnic Marathon  | 12 juin 1965      | 19,17 km/h   |
| 2 h 9 min 36 s 4                              | - 2 min 24 s | Derek Clayton      | Australie             | Fukuoka   | Marathon de Fukuoka   | 3 décembre 1967   | 19,53 km/h   |
| 2 h 8 min 18 s                                | - 15 s       | Robert de Castella | Australie             | Fukuoka   | Marathon de Fukuoka   | 6 décembre 1981   | 19,73 km/h   |
| 2 h 8 min 13 s                                | - 5 s        | Alberto Salazar    | États-Unis            | New York  | Marathon de New York  | 25 octobre 1981   |              |
| 2 h 8 min 5 s                                 | - 13 s       | Steve Jones        | Royaume-Uni           | Chicago   | Marathon de Chicago   | 21 octobre 1984   | 19,76 km/h   |
| 2 h 7 min 12 s                                | - 53 s       | Carlos Lopes       | Portugal              | Rotterdam | Marathon de Rotterdam | 20 avril 1985     | 19,90 km/h   |
| 2 h 6 min 50 s                                | - 22 s       | Belayneh Dinsamo   | Éthiopie              | Rotterdam | Marathon de Rotterdam | 17 avril 1988     | 19,96 km/h   |
| 2 h 6 min 5 s                                 | - 45 s       | Ronaldo da Costa   | Brésil                | Berlin    | Marathon de Berlin    | 20 septembre 1998 | 20,08 km/h   |
| 2 h 5 min 42 s                                | - 23 s       | Khalid Khannouchi  | Maroc                 | Chicago   | Marathon de Chicago   | 24 octobre 1999   | 20,14 km/h   |
| Records du monde (depuis le 1er janvier 2003) |              |                    |                       |           |                       |                   |              |
| 2 h 5 min 38 s                                | - 4 s        | Khalid Khannouchi  | États-Unis            | Londres   | Marathon de Londres   | 14 avril 2002     | 20,15 km/h   |
| 2 h 4 min 55 s                                | - 43 s       | Paul Tergat        | Kenya                 | Berlin    | Marathon de Berlin    | 28 septembre 2003 | 20,26 km/h   |
| 2 h 4 min 26 s                                | - 29 s       | Haile Gebrselassie | Éthiopie              | Berlin    | Marathon de Berlin    | 30 septembre 2007 | 20,34 km/h   |
| 2 h 3 min 59 s                                | - 27 s       | Haile Gebrselassie | Éthiopie              | Berlin    | Marathon de Berlin    | 28 septembre 2008 | 20,42 km/h   |
| 2 h 3 min 38 s                                | - 21 s       | Patrick Makau      | Kenya                 | Berlin    | Marathon de Berlin    | 25 septembre 2011 | 20,47 km/h   |
| 2 h 3 min 23 s                                | - 15 s       | Wilson Kipsang     | Kenya                 | Berlin    | Marathon de Berlin    | 29 septembre 2013 | 20,52 km/h   |
| 2 h 2 min 57 s                                | - 26 s       | Dennis Kimetto     | Kenya                 | Berlin    | Marathon de Berlin    | 28 septembre 2014 | 20,59 km/h   |
| 2 h 1 min 39 s                                | - 1 min 18 s | Eliud Kipchoge     | Kenya                 | Berlin    | Marathon de Berlin    | 16 septembre 2018 | 20,81 km/h   |
| 2 h 1 min 9 s                                 | - 30 s       | Eliud Kipchoge     | Kenya                 | Berlin    | Marathon de Berlin    | 25 septembre 2022 | 20,90 km/h   |
| 2 h 0 min 35 s                                | - 34 s       | Kelvin Kiptum      | Kenya                 | Chicago   | Marathon de Chicago   | 8 octobre 2023    | 21,00 km/h   |

Galerie
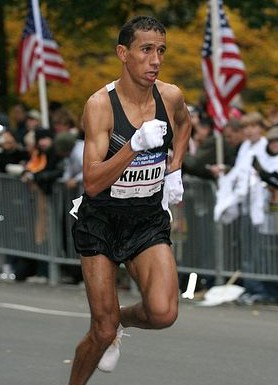
Khalid Khannouchi, premier détenteur du record du monde.
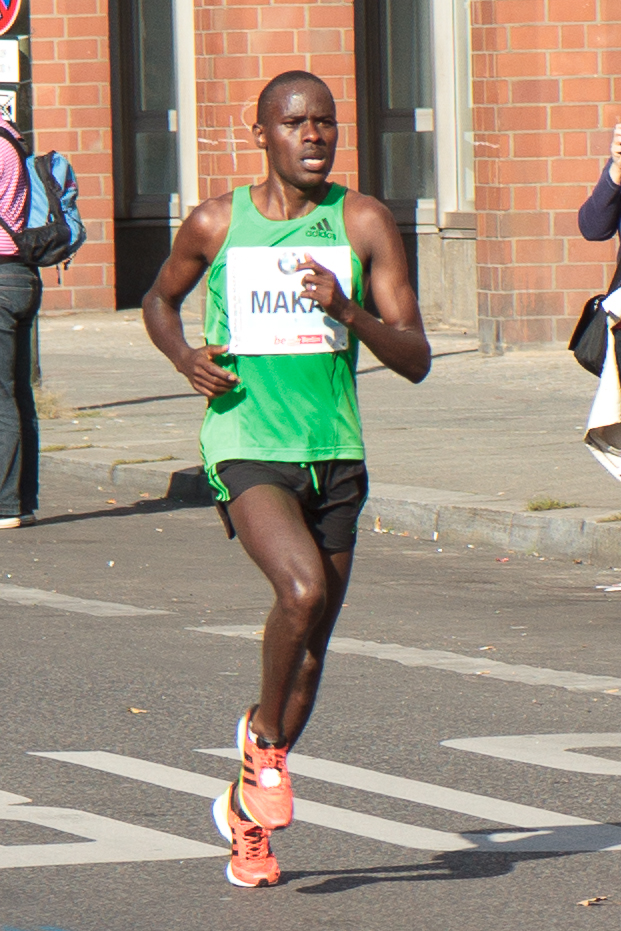
Patrick Makau bat le record du monde en 2011.
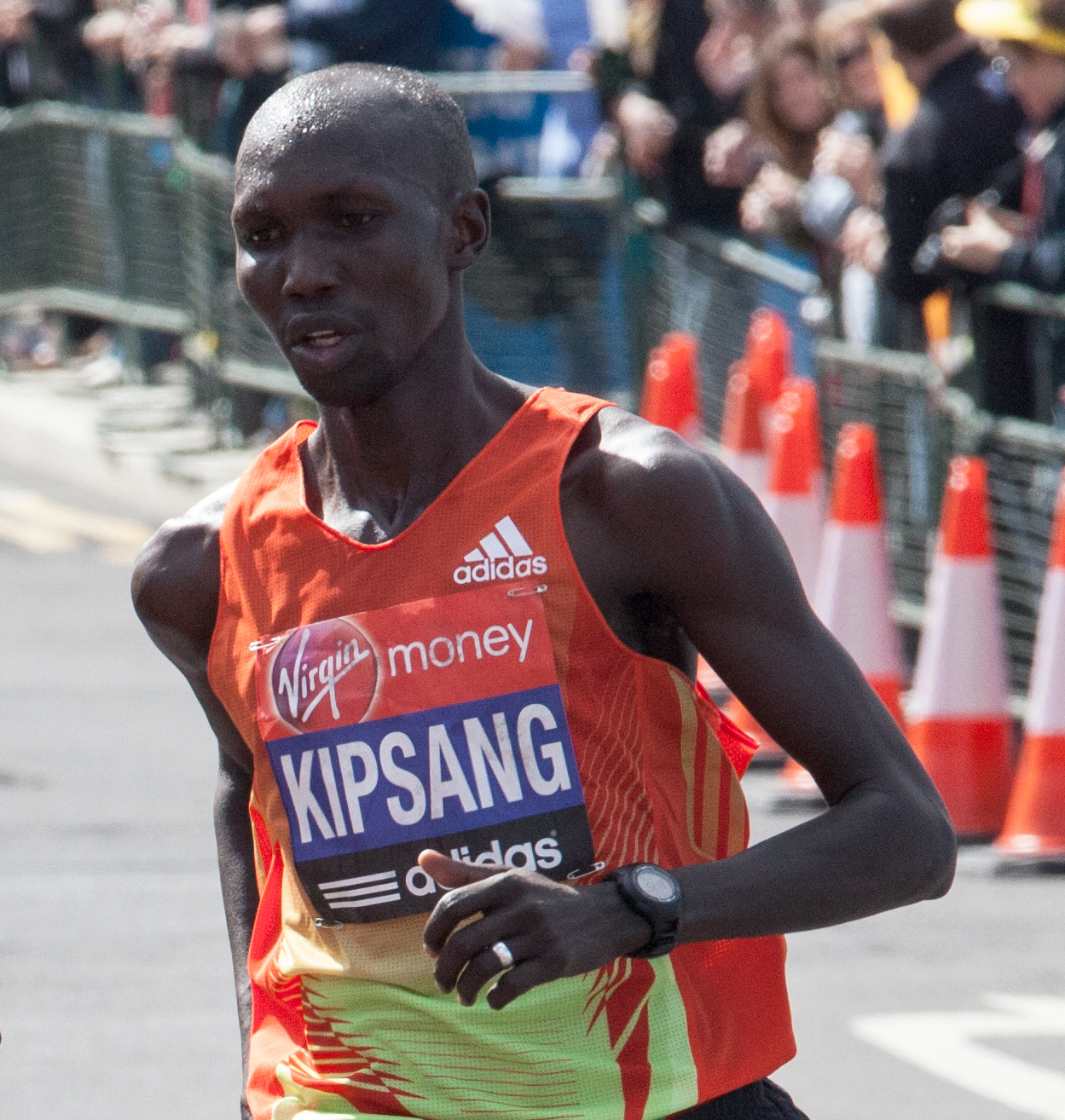
Wilson Kipsang bat le record du monde en 2013.
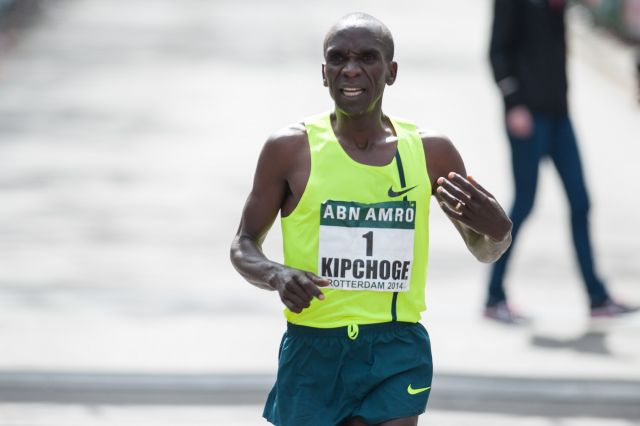
Eliud Kipchoge en 2014

### Temps intermédiaires
| Date              | Athlète            | 5 km        | 10 km       | 15 km       | 20 km       | 25 km           | 30 km           | 35 km           | 40 km           | 42,195 km      |
| ----------------- | ------------------ | ----------- | ----------- | ----------- | ----------- | --------------- | --------------- | --------------- | --------------- | -------------- |
| 14 avril 2002     | Khalid Khannouchi  | 14 min 44 s | 29 min 37 s | 44 min 35 s | 59 min 33 s | 1 h 14 min 10 s | 1 h 29 min 1 s  | 1 h 43 min 58 s | 1 h 59 min 11 s | 2 h 5 min 38 s |
| 28 septembre 2003 | Paul Tergat        | 14 min 59 s | 29 min 55 s | 44 min 43 s | 59 min 43 s | 1 h 14 min 40 s | 1 h 29 min 23 s | 1 h 43 min 58 s | 1 h 58 min 35 s | 2 h 4 min 55 s |
| 30 septembre 2007 | Haile Gebrselassie | 14 min 44 s | 29 min 27 s | 44 min 16 s | 59 min 10 s | 1 h 14 min 5 s  | 1 h 28 min 56 s | 1 h 43 min 38 s | 1 h 58 min 8 s  | 2 h 4 min 26 s |
| 28 septembre 2008 | Haile Gebrselassie | 14 min 35 s | 29 min 13 s | 44 min 3 s  | 58 min 50 s | 1 h 13 min 41 s | 1 h 28 min 27 s | 1 h 43 min 5 s  | 1 h 57 min 34 s | 2 h 3 min 59 s |
| 25 septembre 2011 | Patrick Makau      | 14 min 37 s | 29 min 17 s | 43 min 52 s | 58 min 30 s | 1 h 13 min 18 s | 1 h 27 min 38 s | 1 h 42 min 16 s | 1 h 57 min 15 s | 2 h 3 min 38 s |
| 29 septembre 2013 | Wilson Kipsang     | 14 min 33 s | 29 min 16 s | 43 min 45 s | 58 min 19 s | 1 h 13 min 13 s | 1 h 28 min 1 s  | 1 h 42 min 36 s | 1 h 57 min 12 s | 2 h 3 min 23 s |
| 28 septembre 2014 | Dennis Kimetto     | 14 min 41 s | 29 min 23 s | 44 min 9 s  | 58 min 35 s | 1 h 13 min 7 s  | 1 h 27 min 37 s | 1 h 41 min 47 s | 1 h 56 min 29 s | 2 h 2 min 57 s |
| 16 septembre 2018 | Eliud Kipchoge     | 14 min 24 s | 29 min 1 s  | 43 min 38 s | 57 min 56 s | 1 h 12 min 14 s | 1 h 26 min 45 s | 1 h 41 min 12 s | 1 h 55 min 32 s | 2 h 1 min 39 s |
| 25 septembre 2022 | Eliud Kipchoge     | 14 min 14 s | 28 min 23 s | 42 min 33 s | 56 min 45 s | 1 h 11 min 8 s  | 1 h 25 min 40 s | 1 h 40 min 10 s | 1 h 54 min 53 s | 2 h 1 min 9 s  |
| 8 octobre 2023    | Kelvin Kiptum      | 14 min 26 s | 28 min 42 s | 43 min 9 s  | 57 min 39 s | 1 h 12 min 4 s  | 1 h 26 min 31 s | 1 h 40 min 22 s | 1 h 54 min 23 s | 2 h 0 min 35 s |

## Femmes
L'Américaine Beth Bonner est officiellement la première athlète féminine à parcourir les 42,195 km en moins de trois heures (2 h 55 min 22 s en 1971), sa compatriote Jacqueline Hansen en moins de 2 h 45 min (2 h 43 min 54 s en 1974), la Norvégienne Grete Waitz en moins de 2 h 30 min (2 h 27 min 32 s en 1979), l'Américaine Joan Benoit en moins de 2 h 25 min (2 h 22 min 43 s en 1983), la Japonaise Naoko Takahashi en moins de 2 h 20 min (2 h 19 min 46 s en 2001) et la Kényane Brigid Kosgei en moins de 2 h 15 min (2 h 14 min 4 s en 2019).

### Meilleures performances mondiales
La Française Marie-Louise Ledru est réputée pour être la première femme à avoir couru un marathon, le Marathon de Paris le 29 septembre 1918, qu'elle a terminé en un peu plus de 5 h 40 min.

#### Premiers temps officiels
L'Association internationale des fédérations d'athlétisme reconnaît la Britannique Violet Piercy comme la première détentrice de la meilleure performance sur marathon avec son temps de 3 h 40 min 22 s établie le 3 octobre 1926 à Chiswick.
Il faut attendre le début des années 1960 pour voir de nouvelles performances homologuées par l'IAAF. Le 16 décembre 1963 à Culver City, l'Américaine Merry Lepper est créditée de 3 h 37 min 7 s, le 23 mai 1964 à Ryde, la Britannique Dale Greig réalise 3 h 27 min 25 s, et enfin le 21 juillet 1964, au Marathon d'Auckland, la Néo-zélandaise Mildred Sampson porte ce record à 3 h 19 min 33 s.
Le 6 mai 1967, la Canadienne Maureen Wilton, âgée de 13 ans seulement, améliore de 4 minutes la performance de Sampson en couvrant la distance en 3 h 15 min 22 s au cours du Marathon de Toronto. Plus tard dans la saison, le 16 septembre 1967, l'Est-allemande Anni Pede-Erdkamp abaisse de près de 6 minutes le temps de Wilton en coupant la ligne d'arrivée en 3 h 7 min 26 s à Waidneil.
La meilleure performance féminine sur marathon est ensuite portée à 3 h 2 min 53 s par l'Américaine Caroline Walker le 28 février 1970 à Seaside (Oregon), puis à 3 h 1 min 42 s le 9 mai 1971 au Marathon de Philadelphie par l'Américaine Beth Bonner.

#### Barrière des 3 heures

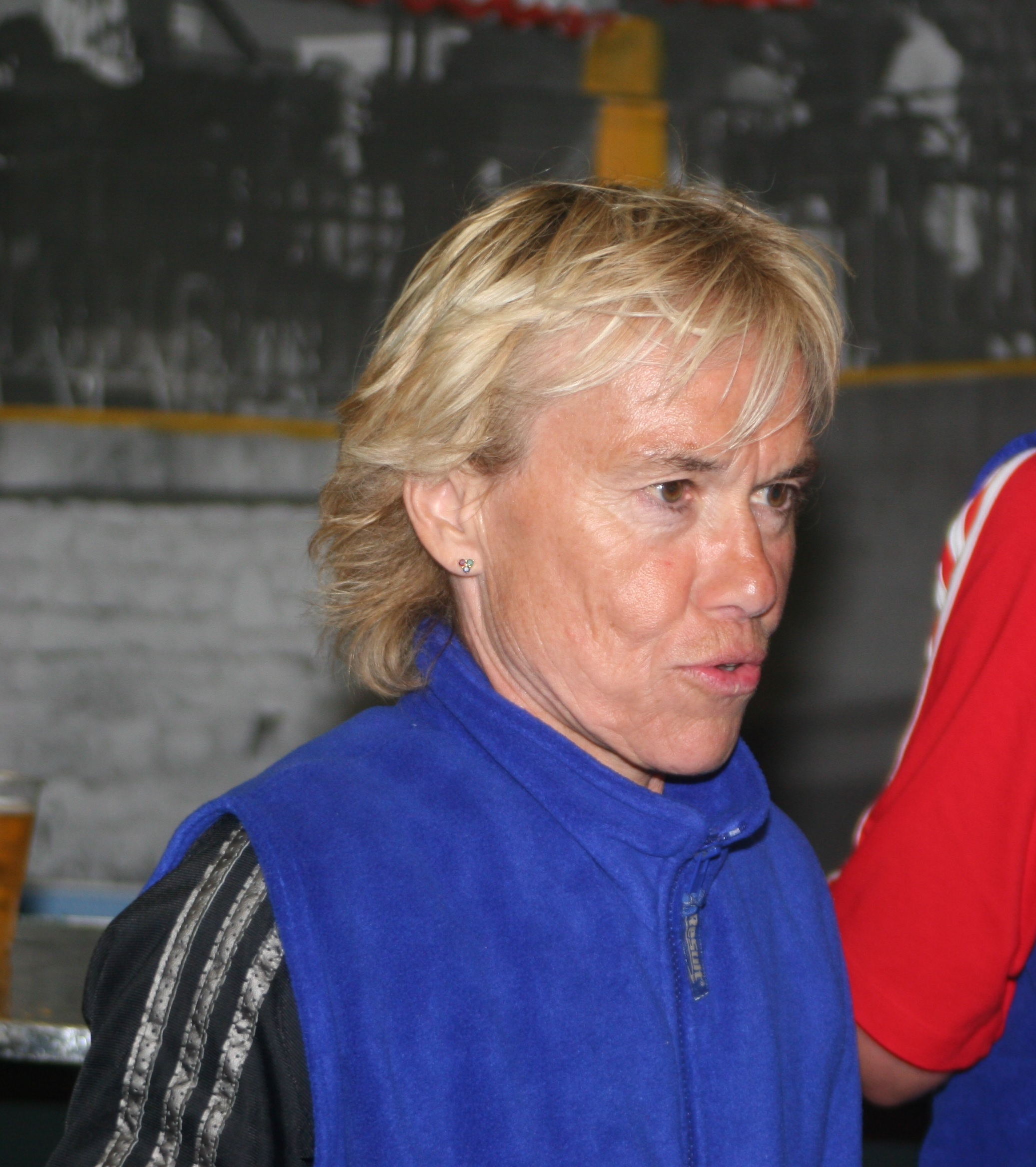
Chantal Langlacé améliore à deux reprises (en 1974 et 1977) la meilleure performance mondiale sur marathon.

La barrière des trois heures sur marathon est franchie pour la première fois le 19 septembre 1971 au cours du Marathon de New York par Beth Bonner qui améliore de près de six minutes sa précédente performance en 2 h 55 min 22 s. Le 5 décembre 1971, à Culver City, sa compatriote Cheryl Bridges abaisse elle aussi de près de six minutes le record de Bonner en parcourant la distance en 2 h 49 min 40 s.
Le 2 décembre 1973, toujours à Culver City, l'Américaine Michiko Gorman établit une nouvelle meilleure performance mondiale sur marathon en 2 h 46 min 36 s.
Un an plus tard, le 27 octobre 1974 à Neuf-Brisach, la Française Chantal Langlacé bat de 12 secondes le temps de Michiko Gorman en couvrant les 42,195 km en 2 h 46 min 24 s. Mais, quelques jours plus tard, le 1er décembre 1974 à Culver City, l'Américaine Jacqueline Hansen abaisse ce record de près de 3 minutes en 2 h 43 min 54 s 5.
Trois meilleures performances mondiales sont améliorés au cours de la saison 1975 : par l'Est-allemande Liane Winter le 21 avril 1975 au Marathon de Boston en 2 h 42 min 24 s, par l'Allemande de l'Ouest Christa Vahlensieck le 3 mai 1975 à Dülmen en 2 h 40 min 15 s 8, et enfin par Jacqueline Hansen le 12 octobre 1975 qui réalise 2 h 38 min 19 s au Nike-Oregon TC Marathon à Eugene.
Le 1er mai 1977 à Oiartzun dans le Pays-Basque espagnol, Chantal Langlacé améliore de près de trois minutes le temps de l'Américaine en réalisant la performance de 2 h 35 min 15,4 s. La meilleure performance sur marathon est ensuite portée à 2 h 34 min 47,5 s le 10 septembre 1977 par Christa Vahlensieck au cours du Marathon de Berlin, puis à 2 h 32 min 29,9 s le 22 octobre 1978 par la Norvégienne Grete Waitz lors du Marathon de New York.

#### Sous les 2 h 30 min

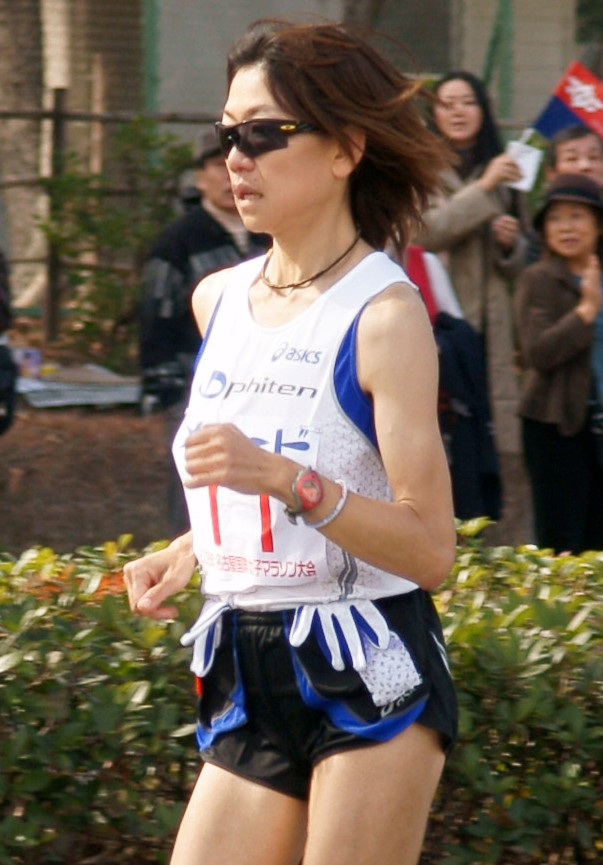
Naoko Takahashi, première athlète sous les 2 h 20 min.

Grete Waitz réalise une performance exceptionnelle lors du Marathon de New York, le 21 octobre 1979, en battant de près de cinq minutes sa propre meilleure performance sur marathon, en 2 h 27 min 32,6 s, devenant la première athlète féminine à franchir la barrière des 2 h 30 min. Un an plus tard, le 26 octobre 1980 au cours de ce même Marathon de New York, elle améliore son temps de près de deux minutes en coupant la ligne d'arrivée en 2 h 25 min 41,3 s.
Le 25 octobre 1981, la Néo-zélandaise Allison Roe remporte le Marathon de New York en 2 h 25 min 29 s, temps constituant la meilleure performance sur marathon, mais record invalidé après avoir constaté que le parcours ne mesurait que 42,047 km.
Lors de la saison 1983, et quelques semaines avant son titre de championne du monde obtenu à Helsinki, Grete Waitz améliore pour la quatrième fois consécutive la meilleure performance sur marathon en courant en 2 h 25 min 28,7 s le 17 avril 1983 à l'occasion de sa victoire au Marathon de Londres.
Le record de Grete Waitz ne dure qu'une seule journée car le 18 avril 1983, lors du Marathon de Boston, l'Américaine Joan Benoit améliore de près de trois minutes la performance de la Norvégienne en s'imposant dans le temps de 2 h 22 min 43 s, devenant la première athlète féminine à couvrir les 42,195 km en moins de 2 h 25 min.
Le 21 avril 1985, la Norvégienne Ingrid Kristiansen remporte le Marathon de Londres dans le temps de 2 h 21 min 6 s et abaisse de plus d'une minute la meilleure performance sur marathon de Joan Benoit.
La performance d'Ingrid Kristiansen n'est battue que 13 ans plus tard le 19 avril 1998 par la Kényane Tegla Loroupe qui réalise 2 h 20 min 47 s lors du Marathon de Rotterdam, soit une amélioration de 13 secondes de la performance de la Norvégienne. Un an plus tard, le 26 septembre 1999, Loroupe abaisse son propre record de quatre secondes en couvrant le Marathon de Berlin en 2 h 20 min 43 s.

#### Sous les 2 h 20 min
Le 30 septembre 2001 lors du Marathon de Berlin, la Japonaise Naoko Takahashi, championne olympique du marathon en 2000 à Sydney, établit la meilleure performance de tous les temps sur la distance en 2 h 19 min 46 s, devenant la première athlète féminine à descendre sous les 2 h 20 min et améliorant de près d'une minute le temps de Tegla Loroupe. Mais moins d'une semaine plus tard, le 7 octobre 2001, la Kényane Catherine Ndereba remporte le Marathon de Chicago en 2 h 18 min 47 s, battant le temps de Naoko Takahashi de près d'une minute.

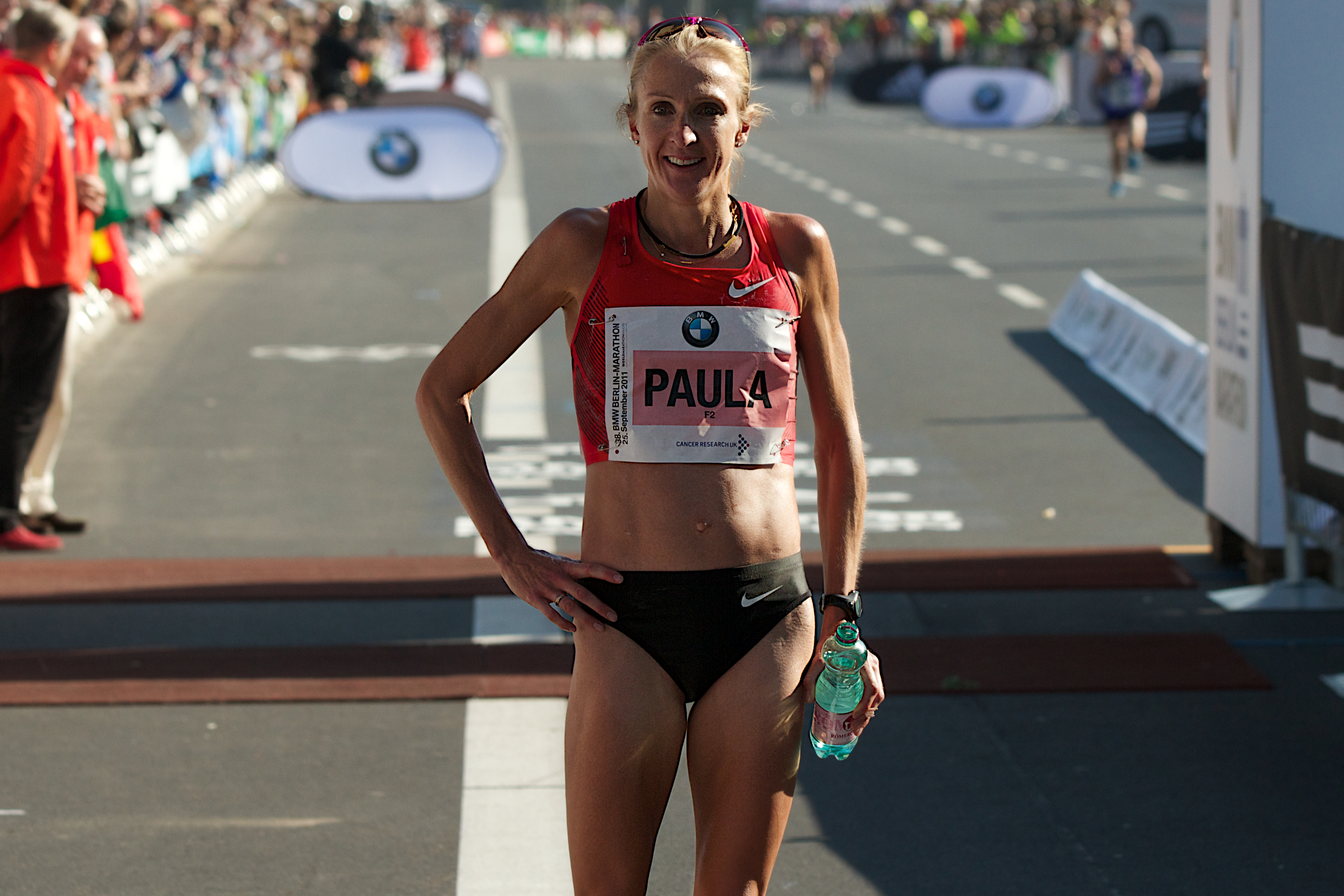
Paula Radcliffe, première détentrice du record du monde féminin.

Un an plus tard, le 13 octobre 2002 lors du même Marathon de Chicago, la Britannique Paula Radcliffe améliore d'1 minute 29 secondes la meilleure performance mondiale sur marathon de Catherine Ndereba en établissant le temps de 2 h 17 min 18 s. Cette marque constitue le premier record du monde féminin homologué par l'Association internationale des fédérations d'athlétisme.
Le 13 avril 2003, lors du marathon de Londres, Paula Radcliffe améliore d'1 minute 53 secondes son propre record du monde en le portant à 2 h 15 min 25 s. Possédant près d'une minute d'avance à la mi-course en 1 h 8 min 2 s, elle accélère son rythme en bouclant la deuxième partie de course en « Negative Split » en 1 h 7 min 23 s, bénéficiant par ailleurs du soutien du public londonien venu en nombre. Mais, le 20 septembre 2011, la Fédération internationale d'athlétisme décide d’invalider car la performance de Radcliffe a été établie dans une course mixte, avantagée par la présence d’hommes, qui lui auraient servi de lièvres, les modifications de règlement de l’IAAF impliquent que seuls les temps réalisés lors de marathons strictement féminins peuvent être validés en tant que records du monde. Le 10 novembre 2011, l'IAAF revient sur sa décision en décidant de maintenir ce record, estimant que des records déjà homologués ne pouvaient être effacés de façon rétroactive.
Le 17 avril 2005, Paula Radcliffe établit la meilleure marque planétaire dans une course exclusivement féminine, en 2 h 17 min 42 s, toujours lors du marathon de Londres, la Britannique détenant alors deux records du monde (course mixte et course féminine).
Le 23 avril 2017, au cours du marathon de Londres, la Kényane Mary Keitany améliore le record du monde établi dans une course exclusivement féminine (Wo), en parcourant la distance en 2 h 17 min 1 s,.

#### Sous les 2 h 15 min

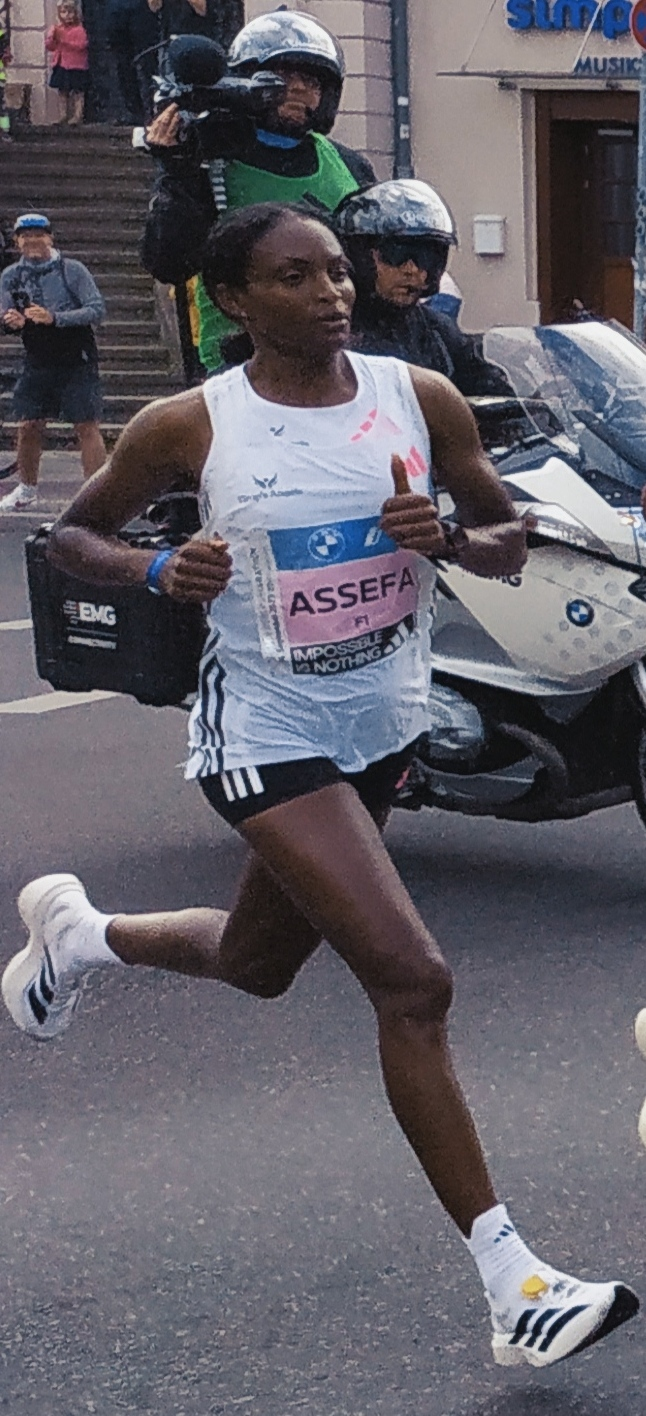
Tigist Assefa lors de son record du monde féminin (Mx - course mixte) établi au cours du marathon de Berlin 2023.

Le 13 octobre 2019, au cours du marathon de Chicago, la Kényane Brigid Kosgei améliore d'1 minute 21 secondes le record du monde de Paula Radcliffe, vieux de 16 ans, en s'imposant dans le temps de 2 h 14 min 4 s dans une course mixte, devenant à cette occasion la première athlète féminine à descendre sous les 2 h 15 min sur marathon. Accompagnée par deux lièvres masculins, Kosgei prend un départ rapide et est chronométrée à 15 min 28 s au 5e kilomètre, 31 min 28 s au 10e kilomètre et 1 h 6 min 59 s au passage du premier semi-marathon, soit une avance d'une minute sur le record de Radcliffe. Elle poursuit son allure dans la deuxième partie de la course et atteint 1 h 35 min 18 s au 30e kilomètre. Elle maintient son rythme de course jusqu'à l'arrivée et améliore de plus de quatre minutes son record personnel en devançant de plus de six minutes l’Éthiopienne Ababel Yeshaneh, deuxième de l'épreuve.
Le 9 octobre 2022, la Kényane Ruth Chepngetich remporte le Marathon de Chicago en 2 h 14 min 18 s, et échoue à 14 secondes seulement du record du monde de Brigid Kosgei. Deux mois plus tard, le 4 décembre 2022 au cours du Marathon de Valence, l'Éthiopienne Amane Beriso devient la troisième marathonienne à descendre sous les 2 h 15 min en s'imposant dans le temps de 2 h 14 min 58 s.
Le 24 septembre 2023, au cours du Marathon de Berlin, l'Éthiopienne Tigist Assefa améliore de 2 min 11 s le record du monde de Brigid Kosgei en parcourant la distance du marathon en 2 h 11 min 53 s, devenant à cette occasion la première athlète féminine à franchir la barrière des 2 h 14 min, 2 h 13 min et 2 h 12 min. Elle est également la première à couvrir un marathon avec une moyenne supérieure à 19 km/h (19,20 km/h). Deux semaines plus tard, le 8 octobre 2023 lors du marathon de Chicago, la Néerlandaise Sifan Hassan réalise la deuxième meilleure performance féminine de tous les temps en couvrant les 42,195 km en 2 h 13 min 44 s.
Le 21 avril 2024, au cours du marathon de Londres, la Kényane Peres Jepchirchir améliore le record du monde établi dans une course exclusivement féminine (Wo), en parcourant la distance en 2 h 16 min 16 s.

#### Sous les 2 h 10 min
Le 13 octobre 2024 la kényane Ruth Chepngetich remporte le Marathon de Chicago en 2 h 9 min 56 s, battant le précédant record du monde de 1 min 56 s et devenant la première femme à passer sous la barre des 2 h 10 min.

### Progression
|  | Actuel record du monde course mixte (MX - mixed sex) |  | Actuel record du monde course exclusivement féminine (WO- women only) |  | Performance homologuée mais annulée rétroactivement |

| Temps                                                             | Écart        | Athlète             | Nationalité          | Lieu         | Circonstance             | Date              | Vit. moyenne |
| ----------------------------------------------------------------- | ------------ | ------------------- | -------------------- | ------------ | ------------------------ | ----------------- | ------------ |
| Meilleures performances mondiales                                 |              |                     |                      |              |                          |                   |              |
| 3 h 40 min 22 s                                                   |              | Violet Piercy       | Royaume-Uni          | Chiswick     |                          | 3 octobre 1926    | 11,49 km/h   |
| 3 h 37 min 7 s                                                    | - 3 min 15 s | Merry Lepper        | États-Unis           | Culver City  |                          | 16 décembre 1963  | 11,66 km/h   |
| 3 h 27 min 25 s                                                   | - 9 min 42 s | Dale Greig          | Royaume-Uni          | Ryde         |                          | 23 mai 1964       | 12,17 km/h   |
| 3 h 19 min 33 s                                                   | - 7 min 52 s | Mildred Sampson     | Nouvelle-Zélande     | Auckland     | Marathon d'Auckland      | 21 juillet 1964   | 12,68 km/h   |
| 3 h 15 min 22 s                                                   | - 4 min 11 s | Maureen Wilton      | Canada               | Toronto      | Marathon de Toronto      | 6 mai 1967        | 12,95 km/h   |
| 3 h 7 min 26 s                                                    | - 7 min 56 s | Anni Pede-Erdkamp   | Allemagne de l'Est   | Waidneil     |                          | 16 septembre 1967 | 13,50 km/h   |
| 3 h 2 min 53 s                                                    | - 4 min 33 s | Caroline Walker     | États-Unis           | Seaside      |                          | 28 février 1970   | 13,84 km/h   |
| 3 h 1 min 42 s                                                    | - 1 min 11 s | Beth Bonner         | États-Unis           | Philadelphie | Marathon de Philadelphie | 9 mai 1971        | 13,93 km/h   |
| 2 h 55 min 22 s                                                   | - 6 min 20 s | Beth Bonner         | États-Unis           | New York     | Marathon de New York     | 19 septembre 1971 | 14,43 km/h   |
| 2 h 49 min 40 s                                                   | - 5 min 42 s | Cheryl Bridges      | États-Unis           | Culver City  |                          |                   | 14,92 km/h   |
| 2 h 46 min 36 s                                                   | - 3 min 4 s  | Michiko Gorman      | États-Unis           | Culver City  |                          | 2 décembre 1973   | 15,19 km/h   |
| 2 h 46 min 24 s                                                   | - 12 s       | Chantal Langlacé    | France               | Neuf-Brisach |                          | 27 octobre 1974   | 15,21 km/h   |
| 2 h 43 min 54 s 5                                                 | - 2 min 30 s | Jacqueline Hansen   | États-Unis           | Culver City  |                          | 1er décembre 1974 | 15,44 km/h   |
| 2 h 42 min 24 s                                                   | - 1 min 30 s | Liane Winter        | Allemagne de l'Est   | Boston       | Marathon de Boston       | 21 avril 1975     | 15,58 km/h   |
| 2 h 40 min 15 s 8                                                 | - 2 min 9 s  | Christa Vahlensieck | Allemagne de l'Ouest | Dülmen       | Marathon de Dülmen       | 3 mai 1975        | 15,79 km/h   |
| 2 h 38 min 19 s                                                   | - 1 min 56 s | Jacqueline Hansen   | États-Unis           | Eugene       | Nike-Oregon TC Marathon  | 12 octobre 1975   | 15,99 km/h   |
| 2 h 35 min 15 s 4                                                 | - 3 min 4 s  | Chantal Langlacé    | France               | Oiartzun     |                          | 1er mai 1977      | 16,30 km/h   |
| 2 h 34 min 47 s 5                                                 | - 28 s       | Christa Vahlensieck | Allemagne de l'Ouest | Berlin       | Marathon de Berlin       | 10 septembre 1977 | 16,35 km/h   |
| 2 h 32 min 29 s 9                                                 | - 2 min 18 s | Grete Waitz         | Norvège              | New York     | Marathon de New York     | 22 octobre 1978   | 16,60 km/h   |
| 2 h 27 min 32 s 6                                                 | - 4 min 57 s | Grete Waitz         | Norvège              | New York     | Marathon de New York     | 21 octobre 1979   | 17,16 km/h   |
| 2 h 25 min 41 s 3                                                 | - 1 min 51 s | Grete Waitz         | Norvège              | New York     | Marathon de New York     | 26 octobre 1980   | 17,37 km/h   |
| 2 h 25 min 29 s                                                   | - 12 s       | Allison Roe         | Nouvelle-Zélande     | New York     | Marathon de New York     | 25 octobre 1981   |              |
| 2 h 25 min 28 s 7                                                 | - 13 s       | Grete Waitz         | Norvège              | Londres      | Marathon de Londres      | 17 avril 1983     | 17,40 km/h   |
| 2 h 22 min 43 s                                                   | - 2 min 45 s | Joan Benoit         | États-Unis           | Boston       | Marathon de Boston       | 18 avril 1983     | 17,74 km/h   |
| 2 h 21 min 6 s                                                    | - 1 min 37 s | Ingrid Kristiansen  | Norvège              | Londres      | Marathon de Londres      | 21 avril 1985     | 17,94 km/h   |
| 2 h 20 min 47 s                                                   | - 19 s       | Tegla Loroupe       | Kenya                | Rotterdam    | Marathon de Rotterdam    | 19 avril 1998     | 17,98 km/h   |
| 2 h 20 min 43 s                                                   | - 4 s        | Tegla Loroupe       | Kenya                | Berlin       | Marathon de Berlin       | 26 septembre 1999 | 17,99 km/h   |
| 2 h 19 min 46 s                                                   | - 57 s       | Naoko Takahashi     | Japon                | Berlin       | Marathon de Berlin       | 30 septembre 2001 | 18,11 km/h   |
| 2 h 18 min 47 s                                                   | - 59 s       | Catherine Ndereba   | Kenya                | Chicago      | Marathon de Chicago      | 7 octobre 2001    | 18,24 km/h   |
| Records du monde - course mixte (Mx) (depuis le 1er janvier 2003) |              |                     |                      |              |                          |                   |              |
| 2 h 17 min 18 s                                                   | - 1 min 29 s | Paula Radcliffe     | Royaume-Uni          | Chicago      | Marathon de Chicago      | 13 octobre 2002   | 18,43 km/h   |
| 2 h 15 min 25 s                                                   | - 1 min 53 s | Paula Radcliffe     | Royaume-Uni          | Londres      | Marathon de Londres      | 13 avril 2003     | 18,69 km/h   |
| 2 h 14 min 4 s                                                    | - 1 min 21 s | Brigid Kosgei       | Kenya                | Chicago      | Marathon de Chicago      | 13 octobre 2019   | 18,88 km/h   |
| 2 h 11 min 53 s                                                   | - 2 min 11 s | Tigist Assefa       | Éthiopie             | Berlin       | Marathon de Berlin       | 24 septembre 2023 | 19,20 km/h   |
| 2 h 9 min 57 s                                                    | - 1 min 56 s | Ruth Chepngetich    | Kenya                | Chicago      | Marathon de Chicago      | 13 octobre 2024   | 19,48 km/h   |
| Records du monde - course exclusivement féminine (Wo)             |              |                     |                      |              |                          |                   |              |
| 2 h 17 min 42 s                                                   |              | Paula Radcliffe     | Royaume-Uni          | Londres      | Marathon de Londres      | 17 avril 2005     | 18,39 km/h   |
| 2 h 17 min 1 s                                                    | - 41 s       | Mary Keitany        | Kenya                | Londres      | Marathon de Londres      | 23 avril 2017     | 18,48 km/h   |
| 2 h 16 min 16 s                                                   | - 45 s       | Peres Jepchirchir   | Kenya                | Londres      | Marathon de Londres      | 21 avril 2024     | 18,58 km/h   |

Galerie
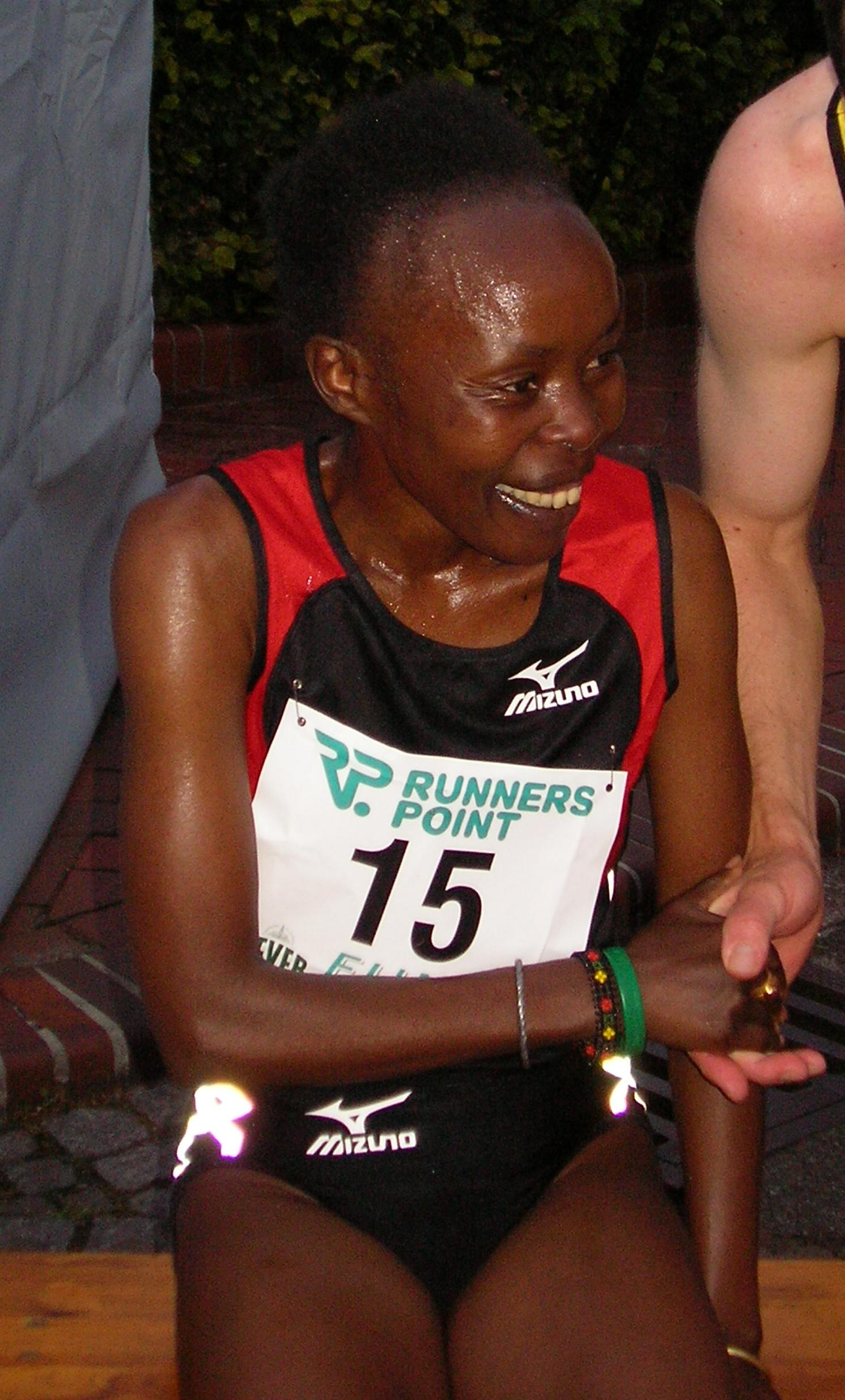
Tegla Loroupe.
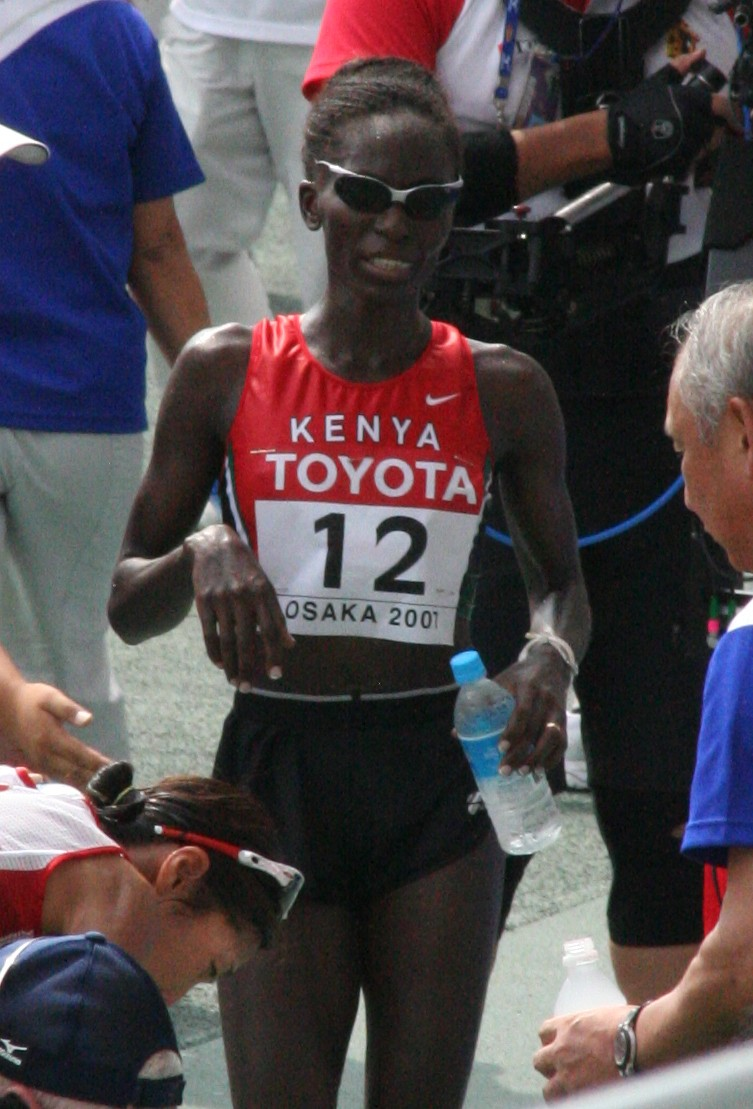
Catherine Ndereba.
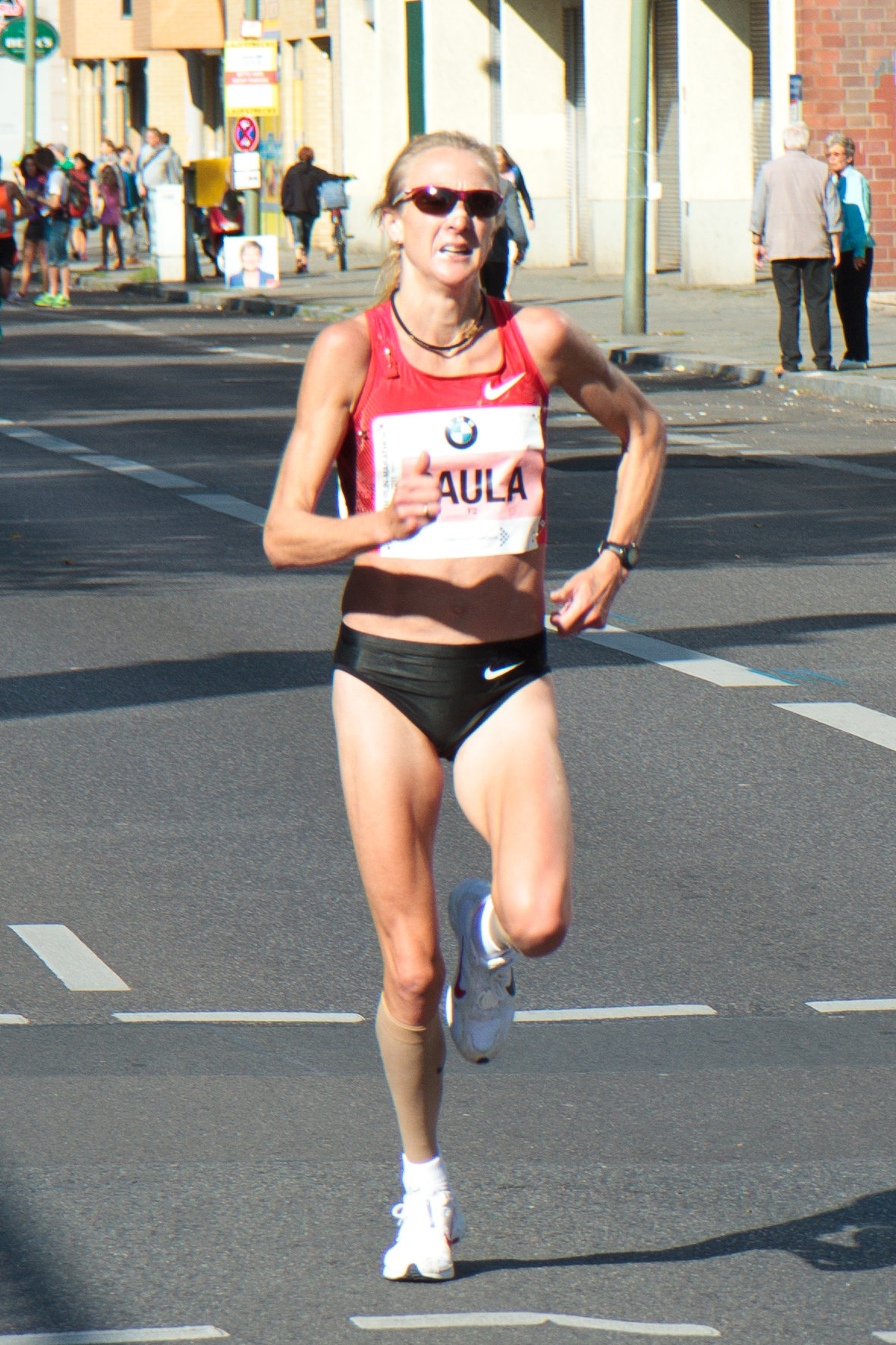
Paula Radcliffe.
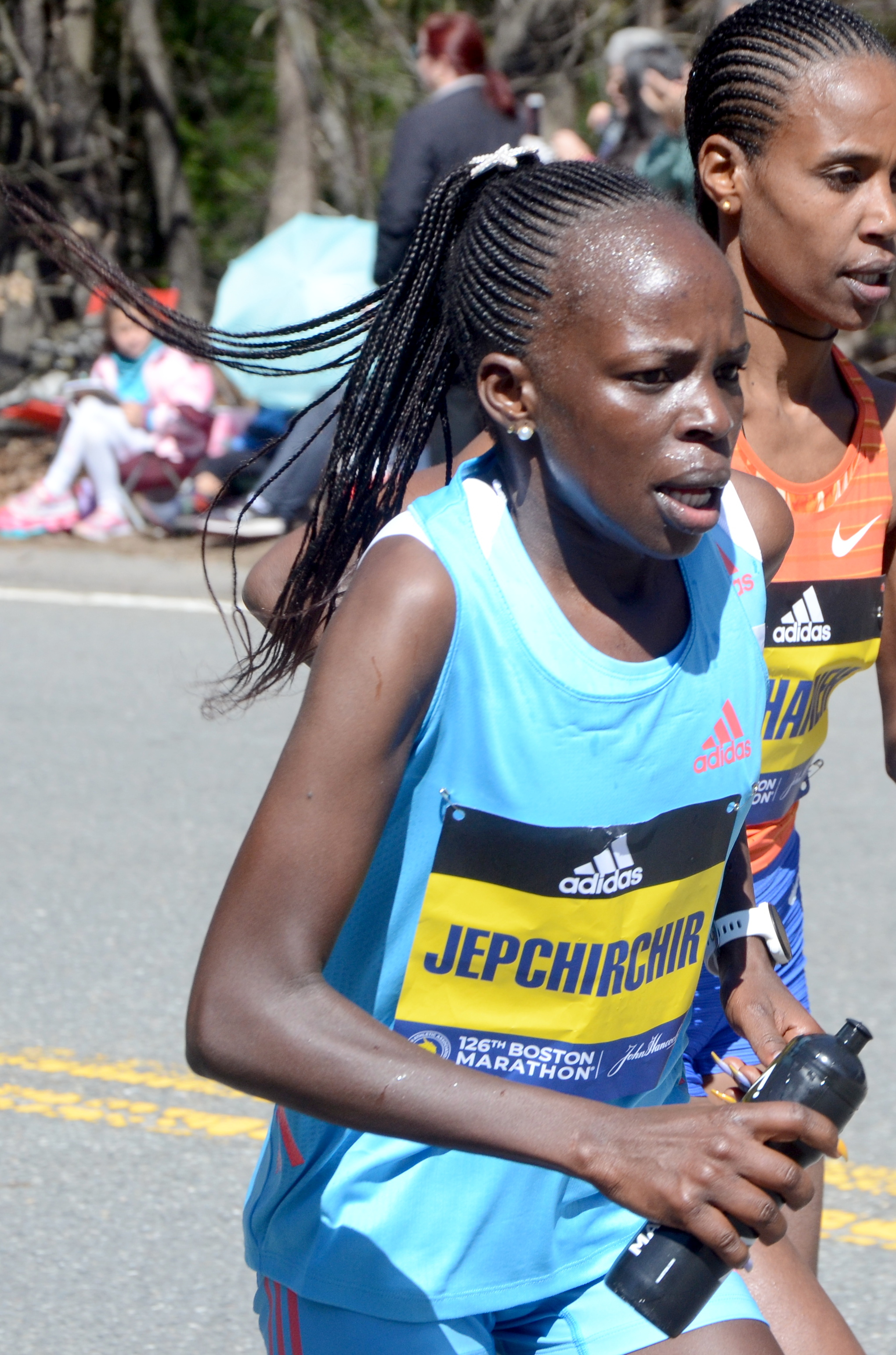
Peres Jepchirchir, actuelle détentrice du record du monde « Wo ».
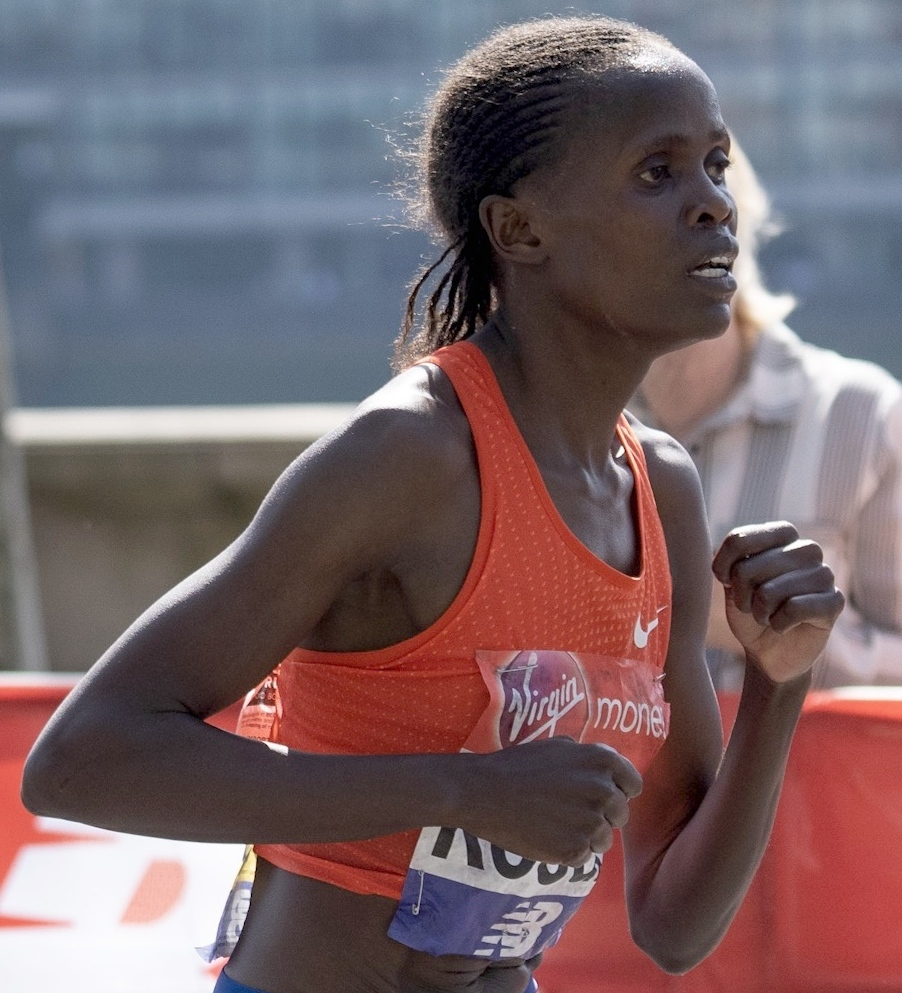
Brigid Kosgei,détentrice du record du monde de 2019 à 2023.

### Temps intermédiaires
| Date              | Athlète         | 5 km        | 10 km       | 15 km       | 20 km          | 25 km           | 30 km           | 35 km           | 40 km          | 42,195 km       |
| ----------------- | --------------- | ----------- | ----------- | ----------- | -------------- | --------------- | --------------- | --------------- | -------------- | --------------- |
| 13 octobre 2002   | Paula Radcliffe |             |             |             |                |                 |                 |                 |                | 2 h 17 min 18 s |
| 13 avril 2003     | Paula Radcliffe |             | 32 min 1 s  |             | 1 h 4 min 28 s |                 | 1 h 36 min 36 s |                 | 2 h 9 min 29 s | 2 h 15 min 25 s |
| 13 octobre 2019   | Brigid Kosgei   | 15 min 28 s | 31 min 28 s | 47 min 26 s | 1 h 3 min 27 s | 1 h 19 min 33 s | 1 h 35 min 18 s | 1 h 51 min 14 s | 2 h 7 min 11 s | 2 h 14 min 4 s  |
| 24 septembre 2023 | Tigist Assefa   | 15 min 59 s | 31 min 45 s | 47 min 26 s | 1 h 2 min 52 s | 1 h 18 min 40 s | 1 h 34 min 12 s | 1 h 49 min 41 s | 2 h 5 min 13 s | 2 h 11 min 53 s |

## Autres catégories d'âge
La meilleure performance de tous les temps établie en catégorie junior (athlète âgé de moins de 20 ans) est celle de l'Éthiopien Tsegaye Mekonnen qui établit la marque de 2 h 4 min 32 s le 24 janvier 2014 lors du Marathon de Dubaï. Sa compatriote Shure Demise détient la meilleure performance junior en 2 h 20 min 59 s, établie le 23 janvier 2015 lors de ce même marathon de Dubaï.